# Victoria Ocampo
Ramona Victoria Epifanía Rufina Ocampo (Buenos Aires, 7 de abril de 1890-Beccar, 27 de enero de 1979) fue una escritora, intelectual, ensayista, traductora, editora, filántropa y mecenas argentina. Publicó libros como La laguna de los nenúfares (1926), diez tomos de Testimonios y Tagore en las barrancas de San Isidro (1961).
Nacida en una familia aristocrática, fue educada con institutrices y su primer idioma fue el francés. En 1924 publicó su primera obra, De Francesca a Beatrice, editada por la Revista de Occidente con la ayuda de José Ortega y Gasset. Participó desde su juventud en las primeras manifestaciones de los movimientos feministas, intelectuales y antifascistas argentinos, lo que la llevó a fundar en 1936 la Unión Argentina de Mujeres.
Sus viajes le permitieron contactar con exponentes de la literatura y el ámbito intelectual. Alentada por Waldo Frank y Eduardo Mallea, fundó la revista y editorial Sur en 1931, que promovió las obras literarias de autores nacionales e internacionales como Jorge Luis Borges, Adolfo Bioy Casares, Ernesto Sabato, Silvina Ocampo, Alejandra Pizarnik, José Bianco, Virginia Woolf, Carl Gustav Jung, Andre Malraux, T.E. Lawrence, Martin Heidegger, Jean Genet, E.M. Forster, Henri Michaux, Lanza del Vasto, Henry Miller, Vladimir Nabokov, Robert Musil, Yukio Mishima, Georges Bataille, T. Adorno, Walter Benjamin, hasta el cese parcial de su publicación en 1971.
Si bien no formó parte del grupo, la revista Sur le dedicó un número especial a Manuel Mujica Lainez, de quién Victoria era amiga personal y con quién mantuvo correspondencia hasta un mes antes de su fallecimiento.
En 1941, se instaló en su residencia Villa Ocampo —hoy perteneciente a la UNESCO—, que se convirtió en lugar de recepción de figuras como Rabindranath Tagore, Albert Camus, Graham Greene, Ígor Stravinsky, Saint-John Perse, Denis de Rougemont, Pierre Drieu La Rochelle, Roger Caillois, Ernest Ansermet, Christopher Isherwood e Indira Gandhi.
Única latinoamericana en una de las sesiones de los Juicios de Núremberg, militó en la oposición al peronismo, por lo cual fue arrestada durante 26 días en 1953. Como filántropa donó durante la Segunda Guerra Mundial tres toneladas de alimentos y de ropa hacia países ocupados por el Eje, particularmente Francia. 
Fue presidenta del Fondo Nacional de las Artes desde 1958 a 1973 y recibió diversas distinciones así como doctorados honoris causa otorgados por varias universidades. Entre las distinciones más importantes se encuentran las condecoraciones de Officier de La Légion d'Honneur y de Commandeur des Arts et des Lettres otorgadas en 1962 por el gobierno francés, la distinción de Commander of the Order of the British Empire concedido por la Reina Isabel del Reino Unido, la Médaille d’Or du Rayonnement Français otorgada por la Academia Francesa en 1965 y el Premio Maria Moors Cabot otorgado en 1965 por la Universidad de Columbia. En 1967 la Universidad de Harvard la hace doctor honoris causa y en 1968 la Universidad Vishwa Bharati de la India le confiere el mismo título. En 1977, se convirtió en la primera mujer elegida miembro de la Academia Argentina de Letras.

## Ascendencia

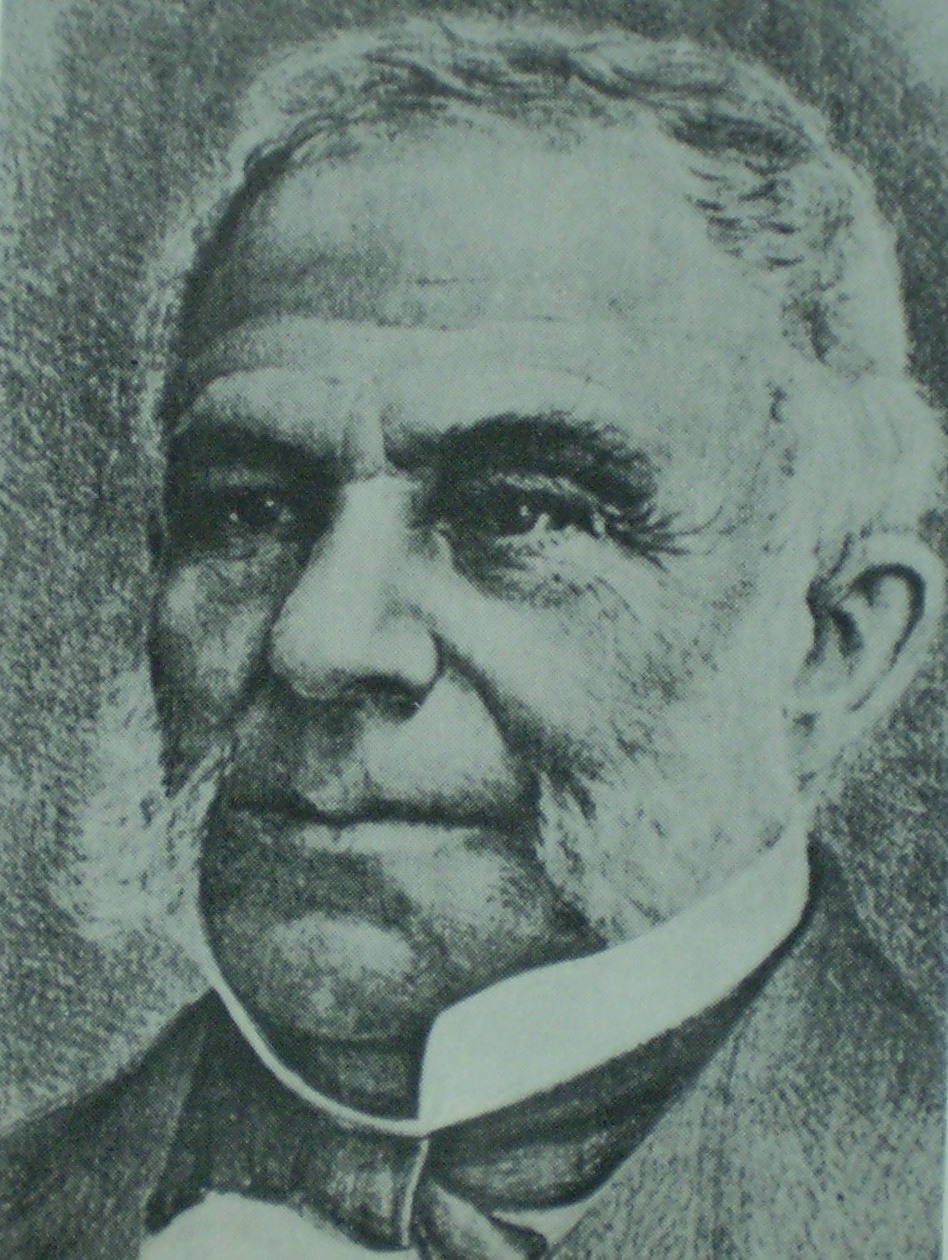
Manuel Ocampo, su abuelo.

La familia Ocampo desciende de un paje gallego de Isabel la Católica, uno de los primeros habitantes de la isla de Santo Domingo. El tatarabuelo de Victoria, Manuel José de Ocampo, abandonó Perú a fines del siglo XVIII. También está relacionada con Prilidiano Pueyrredón —retratista de los bisabuelos de Victoria—, y con el poeta y político José Hernández por parte de su padre. Su bisabuelo, Manuel Hermenegildo Aguirre (12 de abril de 1786-22 de diciembre de 1843), otorgó una gran fortuna al Cabildo de Buenos Aires para apoyar la causa de la Revolución de Mayo de 1810 luego de las Invasiones Inglesas y mantuvo una prolongada amistad con Domingo Faustino Sarmiento, quien lo visitaba en ocasiones.
Según el genealogista Narciso Binayán Carmona, por parte de la familia de su madre era descendiente del conquistador, explorador y colonizador español Domingo Martínez de Irala (1509-1556); sus antepasados tenían un remoto origen mestizo guaraní, que compartía con muchos próceres de la Independencia y con grandes personajes paraguayos y argentinos.
Uno de los tíos abuelos de Victoria, Enrique Ocampo, fue conocido por matar de un tiro a Felicitas Guerrero luego de descubrirla en un romance con Samuel Sáenz Valiente. Victoria relató la historia en el primer tomo de su autobiografía: 

Se encontraron con Felicitas tendida en el suelo, ensangrentada, y a Enrique con un revólver en la mano y cara de loco. No sabemos a ciencia cierta si se mató o lo mataron como a un perro rabioso... Mi abuela contaba que nunca olvidaría el grito de su madre cuando vio la cara deshecha del hijo».

Los padres de Victoria, Manuel Silvio Cecilio Ocampo (3 de noviembre de 1860-18 de enero de 1931) y Ramona Máxima Aguirre —apodada «La Morena»— (8 de enero de 1866-10 de diciembre de 1935), pertenecientes a la clase alta, se conocieron el 22 de septiembre de 1888 durante el funeral de Sarmiento y contrajeron matrimonio el 26 de abril de 1889.
La biógrafa de Victoria Ocampo, María Esther Vázquez, comentó que su padre era 

un hombre alto, buen mozo, refinado y distinguido. Ingeniero especializado en la construcción de puentes y caminos, que levantó en el interior del país, fue un padre de familia conservador, preocupado por ella y amante de sus hijas. De humor bueno y amable, había en él cierta tendencia natural a la melancolía.

Con respecto a la madre, Vázquez elogió sus condiciones para ejecutar el violín, su pasión por las plantas y la definió como

una madre perfecta, cariñosa y protectora que suele resolver los problemas grandes y pequeños de la familia.

Victoria siempre recalcó el sentido de honestidad de su padre y las rígidas normas que imponía su madre.

## Biografía

### Nacimiento y primeros años
Ramona Victoria Epifanía Rufina Ocampo nació el 7 de abril de 1890 a las 16.30 UTC-3 en una vivienda de la calle Viamonte 482 —casi esquina San Martín— de la ciudad de Buenos Aires, frente a la Iglesia de Santa Catalina de Siena. Las calles San Martín y Viamonte se llamaron hacia 1810, Victoria —por el triunfo de Argentina en las Invasiones Inglesas— y Ocampo —por sus antepasados— hasta que fueron renombradas. Victoria fue la mayor de seis hermanas —las demás eran Angélica (1891-1980), Francisca (1894-1967), Rosa (1896-1968), Clara (1898-1911) y Silvina (1903-1993, escritora y esposa de Adolfo Bioy Casares)—. De su hermana Angélica, Victoria expresó en su autobiografía: 

... No imaginaba los juegos, las clases, los paseos, el comer, el dormir, el reír sin mi hermana. No imaginaba que ella no pudiera querer lo que yo quería... No había secretos entre nosotras. Nos ponían los mismos vestidos, los mismos sombreros, los mismos zapatos. Me hubiera parecido absurdo que pudiéramos vivir de otra manera que no fuera yo adelante y ella atrás...

Durante su infancia, Victoria desarrolló un gran cariño por su tía abuela Vitola, que influyó en su vida. Como era costumbre en las familias aristocráticas, recibió una educación privada con institutrices; estudió literatura, historia, religión y matemática con Alexandrine Bonnemason y lengua inglesa con Kate Ellis.
En 1896, ya construida Villa Ocampo, la familia embarcó a Europa por un año y recorrió París, Londres —donde presenció el Jubileo de Diamante de la reina Victoria—, Ginebra y Roma. El primer idioma que Victoria aprendió fue el francés, sucedido por el inglés y el castellano. Sobre París, ciudad que Ocampo admiraba y apreciaba, comentó: 

He comprobado una vez más que aquella ciudad me pertenece tanto como a sus hijos legítimos, aunque yo sea su hija natural».

De regreso a Buenos Aires, comenzó a ser atraída por la literatura. De niña, admiraba a Julio Verne, Arthur Conan Doyle, Charles Dickens, Guy de Maupassant, Daniel Defoe y Edgar Allan Poe. En paralelo, desarrolló una gran afición por el tenis y la música de Chopin. En 1901, descubrió en la escritura una forma de «desahogo» y fue así como redactó sus primeros artículos y relatos en francés, entre los que se hallan L’Ideal, Chopin, Fleur étrange, A Musset y una defensa de los bóeres en la guerra de Transvaal. A la edad de 10 años, asistió a una obra teatral protagonizada por la compañía actoral de María Guerrero y Fernando Díaz de Mendoza y poco después, a una de estilo clásico encabezada por Marguerite Moreno. Desde ese momento, sintió fascinación por el teatro aunque sus deseos de ser actriz fueron desaprobados por su padre, que consideraba que la profesión no correspondía a su situación social. Llegó a decir que

si una hija mía decide seguir la carrera del teatro, ser actriz, ese día me levanto la tapa de los sesos.

Años después, Victoria confesó que

renunciar a esta vocación fue para mí un desgarramiento... consideré mi vida fracasada.

En noviembre de 1908, la familia se trasladó de nuevo a Europa. Victoria, de 18 años, asistió a clases de piano, vocalización y filosofía —dictadas por Henri Bergson en el Collège de France— y a la Universidad de La Sorbona, donde estudió literatura griega clásica, literatura inglesa, los orígenes del romanticismo, historia de Oriente y la obra de Dante y Friedrich Nietzsche. De regreso a Buenos Aires, su hermana Clara, de 11 años, murió a causa de diabetes infantil y su deceso sumió a Victoria en la depresión.

#### Amistad con Delfina Bunge

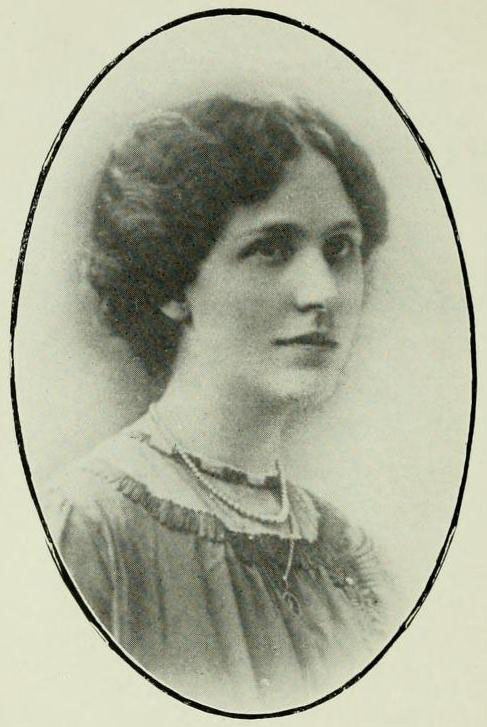
Delfina Bunge, c. 1920.

Entre 1906 y 1911, mantuvo una amistad con la escritora Delfina Bunge. Victoria le enviaba cartas en francés cada semana en las que le transcribía sus poemas y le comentaba el avance de sus estudios y situaciones personales. María Esther Vázquez publicó que «vale la pena transcribir una de esas primeras misivas:

Perdón si te molesto. Has de tener cosas mejores que hacer... Solo te pido un poco de amistad a cambio de admiración y de la ternura que siento... El aislamiento moral es doloroso. Vos no conocés esta terrible sensación de soledad... Tengo dieciséis años y a esa edad uno necesita confiar en alguien, sino el corazón estalla. ¿Querés ser amiga mía? ¿Querés escucharme?

De acuerdo con Vázquez, Bunge consideraba a Victoria como una

criatura sufriente que no entendía el materialismo de la sociedad porteña.

Victoria tenía una personalidad y posición espiritual que discernía con la de Bunge, que se había formado en un ámbito religioso muy estricto. Sin embargo, ambas defendieron con métodos propios las causas femeninas. Durante la adolescencia de Victoria, Bunge —que contaba con más de veinte años— mandó a encuadernar los textos que le enviaba y se los obsequió dos años después. Victoria juzgó esos relatos como una mezcla de

clarividencia, de perspicacia y de ignorancia, de orgullo y de humildad, de aciertos y de disparates, de raciocinio y de delirio, y de faltas de ortografía.

Bunge fue la elegida de Victoria para confesarle su firme deseo de no casarse y dedicarse por completo al arte. En una de sus epístolas, le señaló que

esperaba demasiado de la humanidad... el mundo que quería vivir, no existe. Aquí abajo soy una extraña. He caído de un raro y divino país y... no hay nada que pueda satisfacerme o complacerme por completo... Quisiera fotografiar mi alma tal cual la veo, es decir, tal cual me siento.

El casamiento de Bunge en 1910 disolvió en forma progresiva la relación de amistad hacia 1911. Bunge murió en 1952 y Ocampo lamentó mucho su fallecimiento.

### Matrimonios

#### Luis Bernardo de Estrada

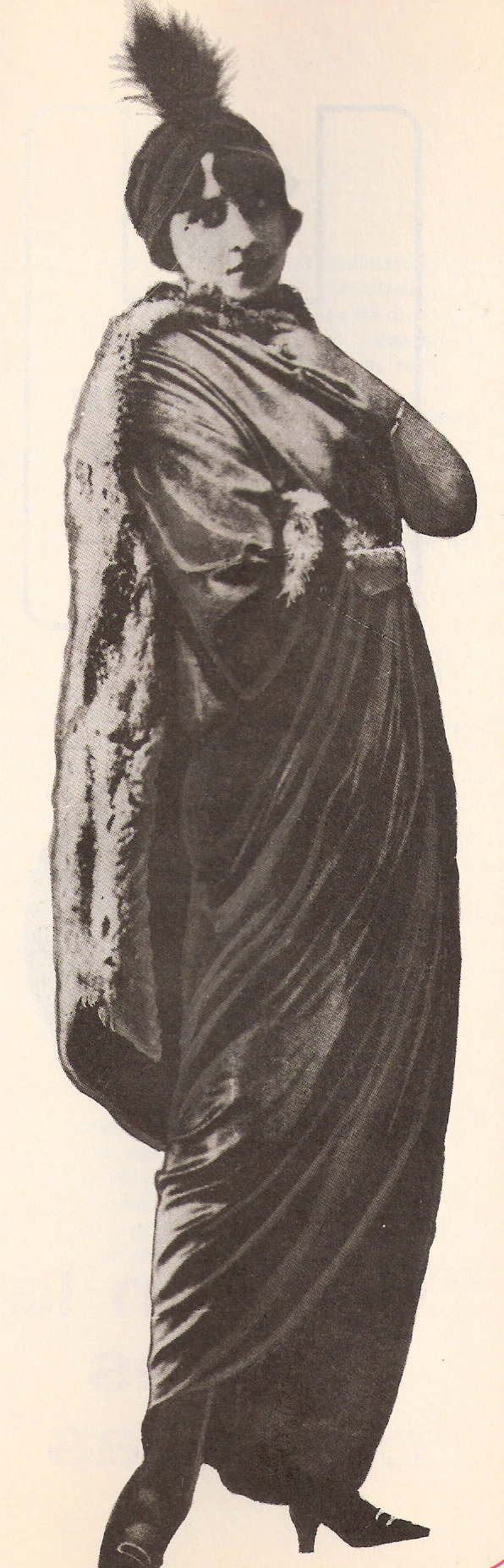
Victoria Ocampo en una fotografía de 1913.

El 8 de noviembre de 1912, Victoria Ocampo contrajo matrimonio con Luis Bernardo de Estrada, apodado «Monaco», de una familia patricia muy católica y conservadora. 
Se habían conocido en 1907 durante un partido de tenis en Villa Ocampo y él había comenzado a frecuentarla en 1911. Sin embargo, Ocampo tenía severas dudas respecto al matrimonio ya que consideraba que Estrada le exigía una dependencia absoluta. En oposición a su confesión a Delfina Bunge, rehusaba a permanecer soltera toda su vida como sus tías abuelas al igual que mantener una vida pasiva de mujer casada. Solía recordar con indignación el caso de su abuela, que portaba un anillo de oro obsequiado por su esposo con el lema grabado «Encadenada y feliz». Había oído de su profesora de teatro, la actriz Marguerite Moreno, la advertencia de que el matrimonio podría interferir en sus aspiraciones y frustrar su deseo de actuar.
En una carta a Delfina Bunge de 1909, manifestó:

temo que lo que me atrae de Jérome

—manera en la que llamaba a Estrada— 

pueda también cegarme. Lo que de él conozco es lo que me da la gana conocer... no la verdad. Me gusta más la belleza de sus ojos que las cosas que dice. Por momentos veo claro en este amor. Pero el yo que se ha enamorado es impetuoso y joven. El yo que razona, le tiene miedo y se deja llevar a la rastra.

Ocampo creía que el matrimonio modificaría algunas de las actitudes posesivas y desconfiadas de Estrada pero no fue así. El 15 de diciembre de 1912, el matrimonio partió hacia Europa para su luna de miel en compañía de «Fani», una de las mucamas de la familia.
Se separaron al poco tiempo, luego de que Victoria descubriera una carta de Estrada a Manuel Ocampo en la que le aseguraba que los deseos de su esposa por ser actriz desaparecerían cuando quedara embarazada. Cuando regresaron a Buenos Aires en 1914, separados de hecho, se instalaron en un edificio de la Capital Federal pero en distintos pisos; solo se mostraban juntos para asistir a reuniones sociales de relevancia hasta que concretaron la separación legal en 1922.

#### Julián Martínez
El 4 de abril de 1913, durante su luna de miel en Roma, conoció a Julián Martínez, un diplomático quince años mayor que ella y primo de su marido. Ocampo se sintió deslumbrada y temió no verlo jamás: 

En el momento en que lo vi de lejos, su presencia me invadió... miraba mi boca, como si mi boca fueran mis ojos... Duró un siglo: un segundo. Nos dimos la mano. La arquitectura de la cara era de una sorprendente belleza», manifestó en su autobiografía. Manuel Mujica Lainez comentó que «era un tipo estupendo, el hombre más buen mozo de su época.

Sin embargo, existía una antipatía recíproca entre Martínez y Estrada. En París, Ocampo convenció a su marido de invitar a Martínez a un espectáculo de los Ballets Rusos y, otra vez, lo vio de nuevo en un evento en el Teatro Colón. Los rumores acerca de una relación amorosa se acrecentaron y llegaron a Estrada, que se enfureció. Ocampo se comunicó con Martínez para investigar el origen de las habladurías y, a partir de entonces, se acostumbraron a telefonearse. El escándalo mayor se produjo cuando la mucama colocó una carta de Ocampo destinada a Martínez sobre el escritorio de Mónaco, lo que acrecentó su furia. A fines de la década de 1920, Ocampo y Martínez convivieron juntos en Mar del Plata durante dos meses y poco después, la relación acabó de manera cordial luego de trece años.
En 1939 volvieron a escribirse y él finalizó su carta diciendo:

Mis sentimientos hacia ti no tienen nombre. Tu recuerdo está en todo lo que alienta, y en todo lo que amo.

Por esa época, Ocampo se convirtió en la primera mujer en obtener un registro de conducir en Argentina.

### Comienzos literarios
Hacia 1917, Ricardo Güiraldes publicó su libro Xamaica, cuyo personaje protagónico, Clara Ordóñez, está inspirado en la propia Ocampo. El personaje de Clara transcurre la misma niñez que ella, como así también un matrimonio conflictivo. Güiraldes incluso le pidió autorización para incluir en la novela una de sus cartas.
Hacia esa época, Ocampo comenzó a sentirse identificada con Dante a tal punto que escribió «yo vivía a Dante». El 4 de abril de 1920, apenas cuatro días después de su cumpleaños, editó su primera nota para el diario La Nación, titulada Babel, donde realizó un comentario del Canto XV del Purgatorio y escribió sobre las desigualdades entre los seres humanos. A pesar de que estaba separada oficialmente, firmó como Victoria Ocampo de Estrada. Los colaboradores de La Nación gozaban de prestigio y tenían un fácil acceso a una carrera literaria.
La llegada de José Ortega y Gasset a la Argentina en 1916 y su consiguiente amistad motivó el perfeccionamiento de Ocampo de su castellano. Si bien sentía mayor comodidad con la redacción en francés, fue calificada de «extranjerizante» por grupos nacionalistas y de izquierda, lo que la obligó a adaptarse a la redacción hispana. Hasta 1930 todas sus notas eran escritas en francés para luego ser traducidas. En 1924, después de su ida, Ortega le publicó su primer libro, De Francesca a Beatrice, traducido por Ricardo Baeza como segundo tomo de la Revista de Occidente, y redactó su epílogo. Luego de su lanzamiento, Paul Groussac definió la obra como un «desahogo dantesco» y juzgó negativamente la «pedantería» de Ocampo. Su amistad con Ortega, que la había apodado «la Gioconda de las Pampas», declinó cuando este le comentó a una amiga que Ocampo «perdía el tiempo encaprichándose con un hombre de un nivel intelectual inferior al suyo», en alusión a Martínez. Por su parte, la escritora señaló que 

dejé de escribirle totalmente. Perder a Ortega era perder el único punto de apoyo serio que tenía en el mundo maravilloso de la literatura, donde aspiraba a entrar.

La amistad entre ambos se reanudó a principios de la década de 1930 con la fundación de Sur.

### Visita de Tagore

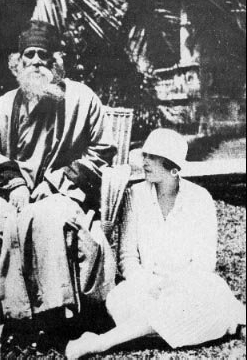
Victoria Ocampo y Rabindranath Tagore, en 1924, en el parque de Miralrío.

En 1924, Tagore fue el tema principal del cuarto artículo de Ocampo en el diario La Nación, La alegría de leer a Rabindranath Tagore. Los dos anteriores habían estado dedicados a John Ruskin y Mahatma Gandhi, a quienes la escritora respetaba y exaltaba. En cuanto a su experiencia con Tagore, Ocampo había leído en 1914 una traducción de André Gide de su obra Gitanjali, su colección de poemas más reconocida.
Tagore llegó a Buenos Aires recién en 1924, había contraído gripe durante el viaje y al día siguiente de su arribo, Ocampo fue a visitarlo a su habitación del Plaza Hotel. Se ofreció a alojarlo en Villa Ocampo para su recuperación pero, ante la negativa de sus padres, Ocampo pidió prestada la quinta del marido de su prima, «Miralrío», ubicada también en San Isidro. Sin embargo, los ocho días previstos para su recuperación se convirtieron en dos meses, por lo que Ocampo debió alquilar la casa. En sus propias palabras, alcanzó a sentir una «vasta admiración y entrega espiritual» por Tagore, quien por su parte manifestó estar atraído por Ocampo e incluso llegó a dedicarle un poema poco después.
El 4 de enero de 1925, Tagore abandonó Buenos Aires y ambos comenzaron a enviarse correspondencia en la que Tagore hacía hincapié en su pena por no poder permanecer más tiempo en «Miralrío». En 1930, se encontraron por última vez cuando Ocampo organizó una exposición con sus pinturas en la Galería Pigalle de París, que luego fue exhibida en Berlín y Londres. Tagore falleció once años después, en 1941.

### Asociación del profesorado orquestal y recitante
En 1924, Ocampo quedó fascinada al asistir a un concierto brindado por Ernest Ansermet en Buenos Aires. Raquel Aguirre, la esposa de Juan José Castro, comentó que Ocampo solía invitarlos a comer y como broma les espetaba:

También viene el "Chivo" —apodo de Ansermet por su barba tupida—.

La escritora y Ansermet solían discutir en esas reuniones sobre las «bondades interiores» de Marcel Proust.
Ansermet, contratado por Castro, había dirigido la APO —Asociación del Profesorado Orquestal—, cuyos integrantes no percibían un sueldo debido a que la pequeña subvención de la municipalidad apenas alcanzaba para cubrir los requerimientos del teatro y su director. Ocampo se interesó por la APO, tomó conciencia de su porvenir —hasta ese momento no había una orquesta estable en Buenos Aires— y comenzó a colaborar económicamente con ella, además de arengar al presidente Marcelo T. de Alvear a contribuir también. De esa forma, Ansermet logró trabajar de forma estable en Buenos Aires durante tres temporadas. Hacia 1927, la subvención municipal destinada a la APO había sido triplicada pero cuando la asociación estuvo dispuesta a financiar los honorarios de Ansermet y su orquesta, su contrato laboral se disolvió y optaron por llamar a otro director. Ocampo, indignada, renunció como socia protectora de la entidad.

A nuestra tierra lo atrajo sentirse útil, profundamente; poder ofrecer una ayuda irreemplazable para nuestro desarrollo musical en el período de su crecimiento. Como de costumbre, no supimos aprovechar (ni aquilatar) su maestría y su generosidad sino a medias.
Victoria Ocampo, octavo tomo de Testimonios.

En 1925, se estrenó en el Teatro Politeama, El rey David, de Arthur Honegger y, por medio de Ansermet, Ocampo logró conseguir el papel de recitante. Según Raquel Aguirre de Castro, «estuvo tan sensacional que se "comió" el espectáculo». Ocampo solía decir que «esa era la profesión para la que había nacido». En 1934, tuvo ocasión de presenciar la obra de ópera y ballet Pershépone de Ígor Stravinsky, y luego de la misma le organizó una gira por Brasil, Uruguay y Argentina. Stravinsky aceptó la propuesta pero pidió expresamente que oficiara de recitante durante la obra. Si bien al principio no fue autorizada para ejecutar el papel en Buenos Aires a raíz de un conflicto con la Iglesia, Stravinsky originó un escándalo a fin de que fuera aprobada y las autoridades finalmente cedieron.

### Relación con Keyserling
Ocampo supo de Hermann Graf Keyserling al leer una publicación de Ortega y Gasset en la Revista de Occidente en 1927 y quedó tan entusiasmada que leyó sus libros publicados en inglés. En El diario de viajes de un filósofo (1925), Ocampo halló la confirmación de lo que pensaba sobre la India y, según su biógrafa, «un sentido de la exaltación de la naturaleza que había experimentado hasta la emoción frente al paisaje de la pampa argentina». En El mundo que nace (1929) descubrió la atracción de Keyserling por los problemas vitales del hombre y fue ahí cuando pensó que el filósofo podía estar cerca de sus sentimientos y experiencias a tal punto de sentir una admiración equiparable con la que había tenido por Dante.

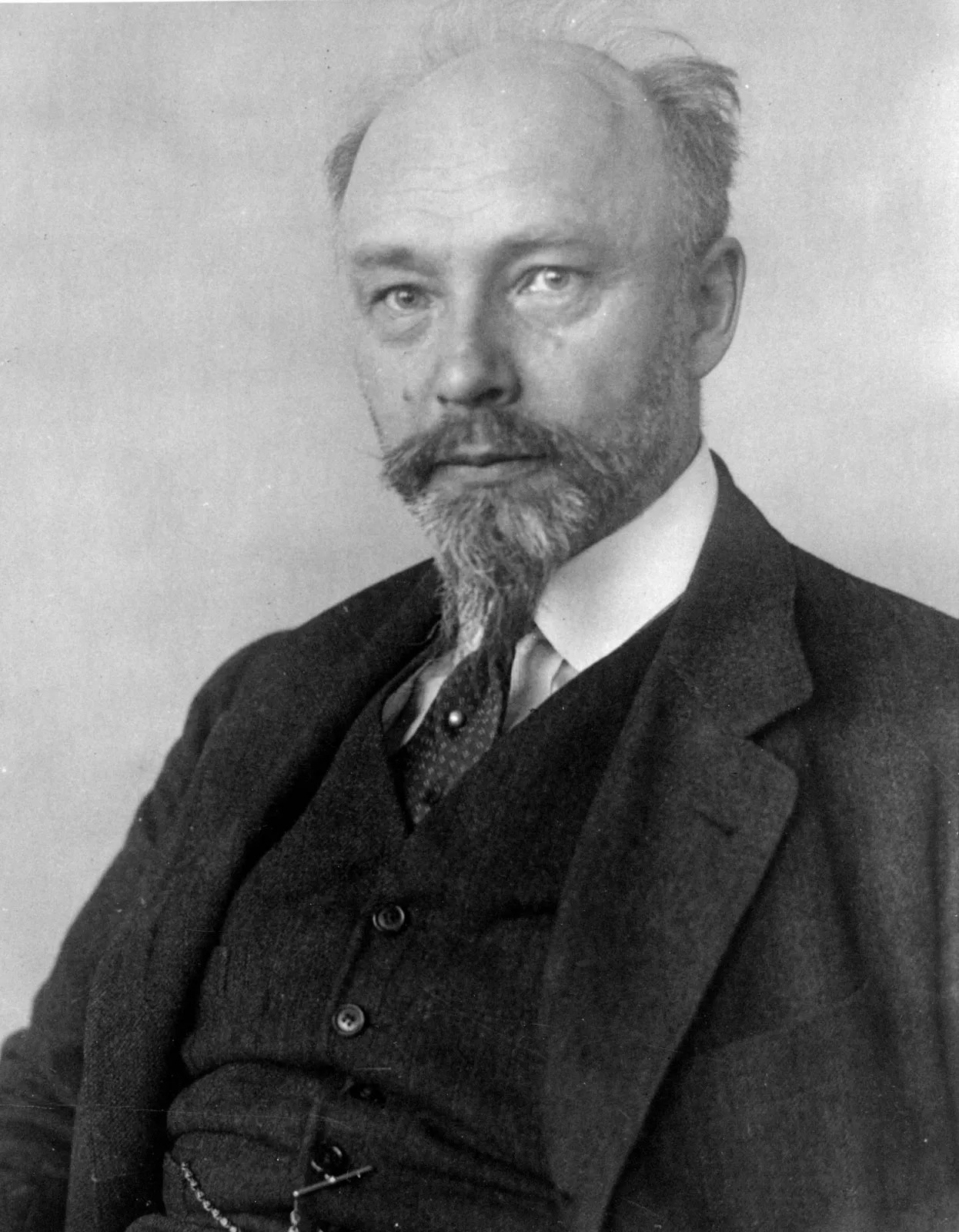
El filósofo alemán Hermann Graf Keyserling.

Cuando Ocampo se enteró por correspondencia con el conde de Keyserling que iba a publicar un nuevo libro en Alemania, Das Spektrum Europas, se contactó con su amiga María de Maeztu para comentarle sobre su deseo de que fuera traducido al castellano supervisado por Ortega y Gasset. En 1928, Ortega le envió una carta en la que plasmó:

Es mi destino... navegar hacia usted cuando usted está entregada. En 1916... ignoro qué la poseía, pero era usted una posesa. Ahora la encuentro "colonizada" por ilusiones de Alemania y recuerdos de la India, [en referencia a Keyserling y Tagore].

Si bien Ocampo le imploró a Keyserling que arribara a Buenos Aires para ofrecer conferencias, su respuesta fue negativa debido a sus múltiples compromisos laborales; a pesar de eso, supuso que podría venir en un lapso de dos años, a lo que Ocampo respondió:

Imposible predecir si el entusiasmo durará hasta entonces.

La correspondencia entre ambos, que perduró durante un año y medio, trató sobre la probable visita de Keyserling y los diversos aspectos de su obra. En enero de 1929, Ocampo viajó a París para encontrarse regularmente con el filósofo, que llegó a creer que la escritora estaba enamorada de él.
En su libro América liberada, Keyserling escribió que el hombre culto solo puede adquirir la esencia de su ser si unifica el espíritu masculino con la carne femenina. A partir de ese momento, la admiración de Ocampo por el filósofo se convirtió en desagrado y decepción, y más adelante diría: 

Keyserling parecía creer que para establecer nuestras relaciones sobre una base sólida en la comunión espiritual, debía incluirse la comunión carnal.

El filósofo no entendía la actitud de Ocampo a tal punto que decidió consultarle la situación al psiquiatra Carl Gustav Jung. Finalmente, Keyserling la acusó de «gozar de mi destrucción como había gozado de mi idolatría».
A su regreso a Buenos Aires, mientras estaba concluyendo los arreglos de su casa de la calle Rufino de Elizalde, Ocampo colocó sobre la chimenea un esqueleto de pescado, un detalle disparatado sobre el que su padre comentó: «Deberías pedirle a Keyserling que te donara su esqueleto y podrías ponerlo a la entrada. Quedaría muy bien». El filósofo llegó finalmente a Buenos Aires en el otoño de 1929 para una recepción y se instaló en una suite que financió la propia Ocampo. Para el cumpleaños de Keyserling, la escritora le regaló un poncho de vicuña, creyendo que la generosidad del gesto lo haría reflexionar; sin embargo, el filósofo le envió una carta de tono antipersonal en la que expresó:

En otros tiempos ese recuerdo de una persona que él había querido, le hubiera parecido precioso

y la llamó despectivamente «la india con flechas envenenadas».
Ocampo, enfurecida, solicitó la devolución de todas las cartas que le había enviado y la Embajada de Alemania tomó intervención en el asunto a favor de Ocampo. En 1932, Keyserling publicó un libro llamado Meditaciones sudamericanas, en el que habló con odio de Ocampo y desarrolló una serie de teorías disparatadas sobre el continente americano.
Keyserling falleció en 1946 y hacia 1950, su viuda le envió a Ocampo una copia de las memorias que iban a ser publicadas, en las que dejó por sentado que la experiencia vivida con la escritora en París había sido lo más parecido a un «cuento de hadas». Ocampo, por su parte, escribió en 1951 El viajero y una de sus sombras: Keyserling en mis memorias.

### Relación con Drieu La Rochelle
En 1929, Pierre Drieu La Rochelle, luego de un almuerzo con Ortega y Gasset y Ocampo, le confesó a su esposa que había quedado enamorado de la escritora. Tras un segundo encuentro con Ocampo, comenzaron a verse frecuentemente y a realizar paseos por París. Por su parte, la escritora pensó que los lazos de amistad que podrían unirlos serían muy frágiles ya que todos sus referentes musicales y literarios eran rebatidos por Drieu, aunque fue por medio de este que conoció a Aldous Huxley y André Malraux.
Ambos visitaron Normandía antes de que Ocampo realizara un viaje a España y pocos días después de su partida, Drieu le escribió: 

... Lamento sinceramente que te ocupes de un tipo malo como yo; eso te amarga y no corresponde a tu carácter cordial... No solamente no tengo corazón, tampoco tengo talento... Mi querida amiga, déjame amarte con mi corazón, que es menos loco que el resto de mí».

Al mismo tiempo, la calificó en su diario como la 

mecenas femenina que me auxilió con dinero en un momento económicamente caótico.

En sus Testimonios y autobiografía, Ocampo se refirió en múltiples ocasiones al tema y reconoció que ella

sería siempre para él lo que pudo haber sido y no fue.

En 1930, se reencontraron en París y visitaron juntos Berlín.
Drieu también escribió un libro basado en un relato que Borges había hecho sobre un dictador sudamericano, en el que su personaje principal está inspirado en Ocampo. En mayo de 1932, invitado por Sur, Drieu llegó a Buenos Aires y entabló una sólida amistad con Jorge Luis Borges e incluso, surgieron rumores de que había mantenido un romance con la hermana de Ocampo, Angélica. Motivado por la escritora, inició un gira por el interior de Argentina donde trató temas tales como la crisis de la democracia. A principios de la década de 1930, Drieu se declaró abiertamente fascista y se convirtió en colaboracionista del nazismo. Se suicidó el 16 de marzo de 1945 luego de enterarse de la existencia de una orden de arresto contra él y previamente ordenó que su testamento llegara a Ocampo, que fue una de las tres personas que tuvo acceso al mismo junto con André Malraux.

### Aparición deSur
Durante una conferencia sobre Charles Chaplin, Ocampo conoció a Waldo Frank, quien le sugirió que lo visitara en Estados Unidos y fundara una revista literaria. Su visita a Estados Unidos fue el primero de una serie de viajes que realizó a lo largo de la década de 1930, en los cuales conoció a varias personalidades como Jacques Lacan, Ramón Gómez de la Serna, Leo Ferrero, Sergéi Eisenstein y Le Corbusier. A diferencia de los casos de Keyserling y Tagore, su amistad con Frank perduró hasta la muerte del escritor en 1967.

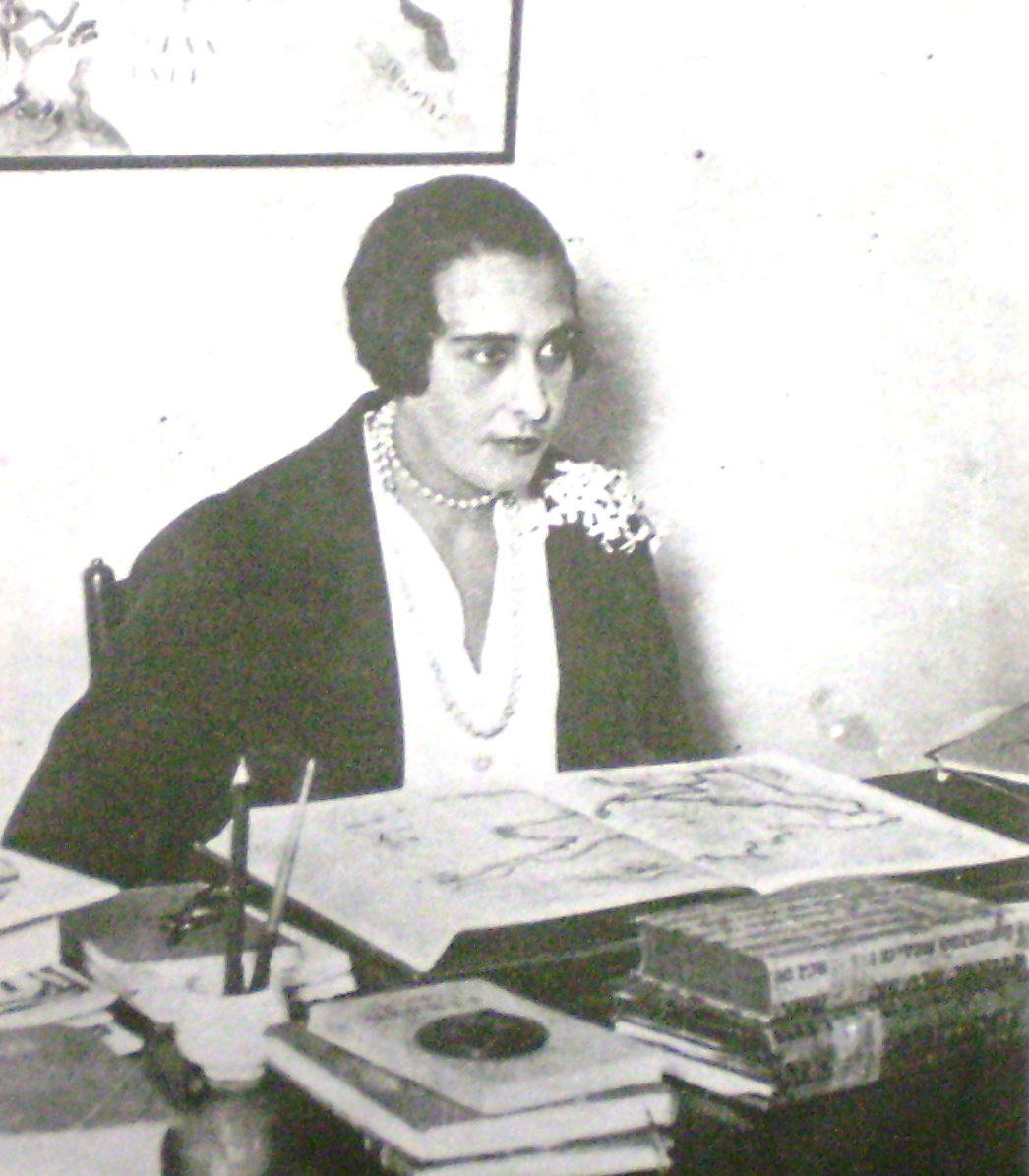
Victoria Ocampo como directora de Sur.

Frank sugirió que la revista a fundar tratara los problemas, las inquietudes y la literatura del momento. Cuando Ocampo le comentó el proyecto a su padre, le aseguró:

Te vas a fundir, Victoria.

La escritora heredó tres fortunas a lo largo de su vida: la de su tía Vitola, la de su madrina —que había acumulado el dinero de sus dos maridos difuntos— y la parte proporcional del patrimonio de su padre, fallecido el 18 de enero de 1930. El dinero en su mayoría fue invertido en la compra de residencias y departamentos. Sin embargo, cuando Juan Domingo Perón impuso la ley de alquileres, los inmuebles dejaron de dar renta y fueron malvendidos en varias ocasiones. El proyecto de Sur requería de grandes inversiones constantes y, al momento de su muerte en 1979, Ocampo no tenía suficiente dinero para abonar sus impuestos.
El 1 de enero de 1931, apareció el primer ejemplar de la revista Sur, que contó con la colaboración de Drieu La Rochelle, Jorge Luis Borges, Waldo Frank, Eugenio d'Ors, Walter Gropius, Ernest Ansermet y Alberto Prebisch. La primera edición se agotó rápidamente con una tirada de 4000 ejemplares y fue vendida también en París y Madrid. Según su cuñado, el escritor Adolfo Bioy Casares, «... fue un desafío para ella, como abrir un camino en la selva». Las primeras ediciones fueron producidas en la imprenta de Francisco Colombo en San Antonio de Areco, donde se había editado la popular obra de Ricardo Güiraldes, Don Segundo Sombra (1926). Si bien el nombre —Sur— había sido idea de Waldo Frank, Ocampo se había encargado del diseño simple de la portada que consistía en una flecha mirando hacia abajo.

Durante los primeros años, no había sumario que no fuera examinado, encargado por mí, de acuerdo con mis preferencias. Más tarde dejé mucha más libertad (a veces casi toda) en manos de amigos colaboradores en quienes confiaba. En 1929 habían clamado por una revista de calidad literaria: ahí la tenían, en marcha. Creo que nunca se apartó de esa línea, salvo en algún detalle sin mayor importancia para el conjunto. Las fallas fueron casi siempre de orden monetario y acarreadas por la falta de liquidez, como se dice ahora.
Victoria Ocampo, octubre de 1970.

Las críticas llegaron rápidamente y grupos nacionalistas sentenciaron la colaboración de personalidades extranjeras en la revista, alegando que Ocampo solamente quería satisfacer a lectores de otros países. En ese momento, le escribió a su amiga María de Maeztu: «Tengo la impresión dolorosa de haber pasado un año trabajando en el desierto, para el desierto... Estoy deprimida. No se imagina usted lo mucho que he trabajado contra viento y marea». Hacia 1933 fue declarada «persona no grata» por la Curia, motivo por el cual su próxima actuación en un festival de beneficencia para ayudar a los pobres fue desautorizada. Tiempo después, una carta de la Iglesia al presidente Agustín P. Justo reveló que la decisión había sido motivada por su amistad con varias personas consideradas «enemigas» de la Iglesia tales como Tagore, Krishnamurti y Malraux.

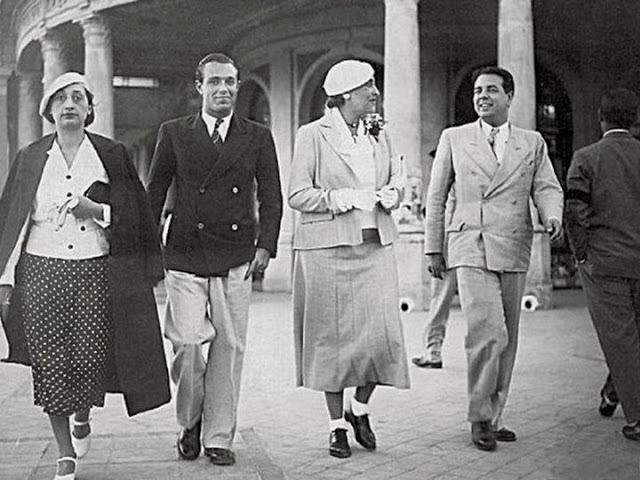
Josefina Dorado, Adolfo Bioy Casares, Victoria Ocampo y Jorge Luis Borges en Mar del Plata en 1935.

En 1931 aparecieron cuatro números de Sur, en 1932 la cifra se redujo a dos y solamente se produjeron tres entre 1933 y 1934. Durante el período de julio de 1934 a julio de 1935, la revista no salió a la venta. Desde 1935 hasta 1953, se publicó mensualmente, de 1953 a 1972 bimestralmente y desde 1972, sólo aparecieron ediciones especiales. A lo largo de su historia, tuvo entre sus colaboradores a figuras literarias como Jorge Luis Borges, Adolfo Bioy Casares, José Bianco, Waldo Frank, Walter Gropius, Alfonso Reyes Ochoa, Thomas Mann, Thomas Stearns Eliot, André Malraux, Henry Miller, Octavio Paz, Gabriela Mistral, entre muchos otros. Como secretarios de redacción participaron, además de Borges y Bianco, Guillermo de Torre, Raimundo Lida, Ernesto Sabato, María Luisa Bastos, Peregrina Pastorino, Nicolás Barrios Lynch, Enrique Pezzoni.
Varios de esos escritores y otros junto con la misma Victoria Ocampo fueron considerados además como integrantes del Grupo de Florida, en contraste con los escritores del Grupo Boedo, de origen mucho más humilde, que publicaban en la Editorial Claridad y se reunían en el Café El Japonés, en un contrapunto que quedó en la historia de la literatura argentina.
En 1933, Ocampo fundó la editorial Sur con el fin de ayudar a solventar la publicación y divulgar la literatura extranjera más relevante de la época. En el mismo año, la editorial publicó por primera vez en castellano la obra de D.H. Lawrence —algunas traducciones de Lawrence pertenecen a la madre de Borges, Leonor Acevedo—, como así también El romancero gitano, de Federico García Lorca, y Contrapunto, de Aldous Huxley. En 1936, se publicó La condición humana y, al año siguiente, Orlando y Un cuarto propio, de Virginia Woolf —traducidos por Borges—. Ocampo, por su parte, realizó algunas traducciones de autores como Albert Camus, Graham Greene, D.H. Lawrence y Dylan Thomas.
Sur significó una oportunidad de consolidación literaria para los escritores jóvenes. Julio Cortázar escribió que «... nos ayudó a los estudiantes que en la década de 1930 al 1940 tentábamos un camino, titubeando entre tantos errores, tantas abyectas facilidades y mentiras», mientras que Rafael Alberti dijo que 

esa revista y esos libros nos ligaban al mundo de la cultura.

Según Octavio Paz

Sur no es sólo un revista o una institución: es una tradición del espíritu... [Victoria] ha hecho lo que nadie antes había hecho en América.

A principios de los años de 1930, Ocampo fue designada presidenta del directorio del Teatro Colón. Su permanencia en el cargo fue breve ya que renunció junto con el arquitecto Alberto Prebisch, Rafael González y Juan José Castro luego de que un miembro del Concejo Deliberante de la Ciudad de Buenos Aires quisiera incorporar a una mujer de escasas condiciones artísticas en el ballet.

### Entrevista con Mussolini y estadía en Londres
En septiembre de 1934, a pesar de que no simpatizaban con el régimen de Benito Mussolini, Ocampo y Eduardo Mallea fueron invitados por el Instituto Interuniversitario Fascista de Cultura a dar una serie de conferencias en diversas universidades italianas. La escritora mantuvo una entrevista con el dictador, donde le realizó una serie de preguntas con respecto a la condición de la mujer en el Estado fascista. Mussolini le dijo que el primer deber de la mujer era el de dar hijos al Estado, a lo que Ocampo le preguntó:

Pero, ¿podría la mujer colaborar de otra manera con el hombre?

No.

respondió Mussolini. En su ensayo La historia viva (1936), la escritora habló de su temor de que el Duce llevara a su país a una guerra y de que las mujeres produzcan hijos «para la muerte» como instrumentos de Estado.
Durante una estadía en Venecia, la prensa gráfica la definió como la «embajadora intelectual de un pueblo nuevo» y elogió su fluidez con el idioma italiano. Poco después, en noviembre de 1934, Ocampo conoció a Virginia Woolf, quien calificó a la escritora como

la opulenta belleza de la millonaria de Buenos Aires.

En enero de 1935, Woolf le envió una carta a Ocampo en la que le espetó:

... no permita que me hunda en la niebla. Cuénteme lo que hace, a quién ve, cómo es el país... Y por favor, nunca piense que soy fría porque no escribo. Me cansa tanto escribir.

Ocampo invitó en varias ocasiones a Woolf y su marido Leonard a Buenos Aires pero su mala salud impidió concretar los encuentros. Según Borges, Ocampo se sentía en inferioridad de condiciones frente a Woolf 

como el escolar frente al maestro sabio y severo, que lo está juzgando continuamente.

En 1939, viajó a Londres y llevó a la fotógrafa Gisèle Freund para que le tomara algunas fotografías a Woolf, que luego se volvieron ampliamente conocidas. Su suicidio en marzo de 1941 dejó sorprendida a Ocampo y a modo de homenaje, en 1954 publicó Virginia Woolf en su diario.

### Unión Argentina de Mujeres
En su ensayo de 1936 titulado La mujer y su expresión, la escritora reflexionó acerca de la marginación de las mujeres en el contexto patriarcal y sobre su dificultosa relación con la cultura moderna, aspectos que de algún modo sintetizaban el problema de la búsqueda de una expresión femenina autónoma. Ella diferenció ese estilo de escritura al que aspiró como un modo dialógico de la expresión monológica que sería propia de los varones en una cultura androcéntrica.
En una entrevista con Danubio Torres Fierro para la revista Plural, Ocampo, que jamás estuvo afiliada a un partido político, le dijo:

No me hablen de nuestro deber como mujeres de ayudar al triunfo del marxismo o de lo que fuere con la promesa de que su éxito nos proporcione el goce de todos nuestros derechos. No, no, no. Primero tiene que cambiar la situación de la mujer en el mundo. Después vendrán otros cambios que surgirán de ese y no viceversa.

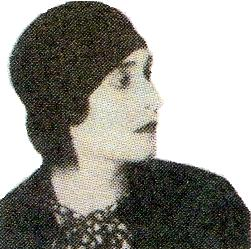
Victoria Ocampo en su juventud.

En marzo de 1936, fundó la Unión Argentina de Mujeres con ayuda de sus amigas Susana Larguía y María Rosa Oliver, al mismo tiempo que se llevaba a cabo la guerra civil española. Poco después, le escribió a María de Maeztu:

Si el fascismo triunfa en España, estamos perdidos en América.

A medida que el régimen fascista avanzaba en la Argentina, apareció la propuesta de reformar la ley 11 357 para que la mujer casada no gozara de los derechos civiles que le habían sido otorgados en 1926. De ese modo, no podrían disponer de su persona ni de sus bienes y dependerían para todo del género masculino. La finalidad de la Unión Argentina de Mujeres era impedir la promulgación de esa ley mediante la fuerza de presión ejercida por las mujeres de todas las clases sociales agrupadas en la UMA. Ocampo, conocida por su lucha como defensora por los derechos de la mujer, fue elegida presidenta de la UMA.
La UMA comenzó a expandirse y se formaron subcomisiones y filiales en ciudades del interior, a la vez que se ofrecían conferencias, reuniones públicas y se repartían panfletos donde se divulgaba la necesidad de obtener:
1. Los derechos civiles y políticos de la mujer.
2. El incremento de leyes protectoras de mujeres en la industria, la agricultura o el servicio doméstico.
3. Amparo a la maternidad.
4. Protección del menor.
5. Desarrollo cultural y espiritual de la mujer.
6. La paz mundial.
7. Disminución y prevención de la prostitución.[5]

Los panfletos, algunos redactados por Ocampo, se vendían en las esquinas por dos centavos; uno de los más populares fue La mujer, sus derechos y sus responsabilidades. En una oportunidad, dos jóvenes encargadas de venderlos fueron detenidas y demoradas en la comisaría. El juez que intervino en el asunto aseguró que las hubiese enviado a la cárcel de no ser porque había 20 000 mujeres apoyando la UMA. Paralelamente, un presbítero acusó a Ocampo de propiciar la proliferación de madres solteras y un legislador declaró que se debía aconsejar a los maridos que descubrieran la falta de virginidad de sus esposas en el acto de consumación del matrimonio para que exigieran la anulación de su casamiento.
En agosto de 1936, propició un discurso radial transmitido simultáneamente en España sobre La mujer y su expresión con el fin de fomentar la solidaridad entre las mujeres de todo el mundo. Finalmente, la UMA logró su objetivo y el proyecto de la reforma fue anulado. En 1938, renunció como presidenta de la UMA al descubrir que las socias comunistas estaban utilizando la organización para beneficio propio.

### Correspondencia con Gabriela Mistral

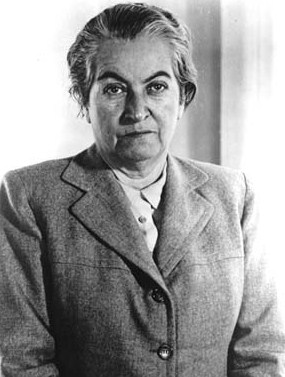
Gabriela Mistral hacia el final de su vida. Fue la primera persona de origen latinoamericano en obtener el premio Nobel de Literatura.

La relación de Victoria Ocampo con la premio Nobel Gabriela Mistral comenzó en 1934 cuando se conocieron personalmente en Madrid por medio de María de Maeztu. Mistral aprovechó el encuentro para reprocharle irónicamente el hecho de haber nacido en

la sociedad más cosmopolita del sur

, 
su afrancesamiento y no haber buscado un acercamiento con Alfonsina Storni. Poco después, Mistral le escribió que 

ha sido descomunal mi sorpresa de hallarla a usted criolla, tan criolla como yo, aunque más fina» y agregó que «desde que leí su primer libro supe que usted entraba en la escritura literaria con cuerpo entero. Si yo creyese... que su radio de influencia no es sino un grupo de señores snobs, no perdería mi tiempo escribiéndole.

Alicia Jurado, autora de La amistad entre Gabriela Mistral y Victoria Ocampo (1991), escribió que

su amistad... puede clasificarse en dos períodos: el primero, en que se tratan de "usted" y el segundo en que se tutean. El mayor encanto de este epistolario es el lenguaje de Gabriela, seguramente el de su hablar natural, lleno de términos peculiares y de giros donosos..., castizo, salpicado de arcaísmos o de voces empleadas con acepciones hoy en desuso: una lengua llena de gracia y de sabor criollo... .

Mistral se refería a Ocampo como «Vic.», «Vict.» o «Votoya», apodo que había recibido durante una estadía en Mar del Plata por parte de un niño. Entre marzo y mayo de 1938, Mistral permaneció en Argentina y la hospedó alternadamente en su casa marplatense, Villa Ocampo y su residencia de la ciudad de Buenos Aires. Según María Esther Vázquez

durante su estadía, Gabriela descubre que Victoria no sólo es criolla en su lenguaje sino también en su modo típicamente argentino de ver las cosas y en la utilización, además, de ciertas expresiones gruesas y de palabrotas que había aprendido del "Tata" Ocampo... .

La editorial Sur publicó en 1938 uno de los libros de Mistral, Tala. En contestación a una carta de Ocampo sobre sus problemas íntimos, la escritora le agradeció en 19 carillas la confianza que había dispensado en ella y le dio consejos sobre su relación con Mallea, que en 1938 cedió su cargo en Sur a José Bianco. Alrededor de 1937, Mistral, ya enferma, le pidió a Ocampo que en caso de morir cuidase de su sobrino «Yinyin», de apenas 14 años, evitando así que viviera en un orfanato. Sin embargo, Yinyin se suicidó en 1943 y Mistral nunca se recuperó de la tragedia.

### Segunda Guerra Mundial y los Juicios de Núremberg
En 1938, el sociólogo francés Roger Caillois llegó a Argentina con el fin de dictar un curso. Al presentarlo públicamente, Ocampo explicó que «el curso que hemos organizado bajo los auspicios de Sur se propone esclarecer, de manera concreta, las convergencias o los conflictos de estos dos órdenes de necesidades: las que se originan en la vida colectiva y las que derivan de la parte social del ser humano». La visita de Caillois, planeada para tres semanas, se convirtió en una estadía de cinco años durante los cuales se hospedó en Villa Ocampo.
José Bianco se había hecho cargo de la secretaría de redacción de Sur en 1938 pero sus viajes al exterior hicieron que Jorge Luis Borges, Ernesto Sabato y Raimundo Lida ocuparan ocasionalmente su puesto. Borges y Ocampo no compartían los mismos puntos de vista sobre cómo dirigir una revista literaria y a menudo discutían severamente. Sin embargo, en julio de 1942, Sur publicó una nota titulada Desagravio a Borges ante el hecho de que el jurado del premio Nacional pasara por alto su obra El jardín de los senderos que se bifurcan y le negaran el premio al escritor. A su vez, Ocampo financió por voluntad propia las primeras conferencias de Borges sin que él lo supiera nunca luego de que fuera removido de su puesto en la Biblioteca Municipal Miguel Cané y designado inspector de aves, huevos y conejos en las ferias por el gobierno de Juan Domingo Perón en 1946. También se hizo cargo de las primeras cirugías de vista que sufrió el escritor a causa de una enfermedad congénita que lo fue dejando ciego progresivamente. Según María Esther Vázquez, la relación entre ambos

fue mala por algo que parece una estupidez, pero no lo es... Borges le debió muchísimas cosas a ella y en algunos aspectos fue un poco desagradecido.

La generosidad de Ocampo también se vio reflejada cuando financió los estudios de ingeniería del hijo de su mucamo, que había perdido a su madre cuando era un niño.
Antes de iniciarse la Segunda Guerra Mundial, Ocampo salvó la vida de la fotógrafa judía Gisèle Freund al enviarle una visa y dinero para salir de Francia. Cuando su país fue ocupado por Alemania en 1940, Ocampo le dedicó varias notas en Sur al asunto y proporcionó apoyo espiritual y material a los diversos comités de ayuda tal como lo había hecho durante la guerra civil española. En mayo de 1943, invitada por la Fundación Guggenheim, llevó a cabo un viaje a Estados Unidos con el fin de realizar una gira de conferencias alrededor del país para el cual decidió tomar un avión, rompiendo con su costumbre de viajar por mar. De regreso a Buenos Aires, cuando París fue liberada en 1944, asistió a una manifestación de mujeres que se congregaron en Plaza Francia para celebrar el acontecimiento. Durante la misma, Juan Domingo Perón ordenó dispersar a las manifestantes con la policía montada y las acusó de generar desorden en la vía pública, lo que causó una gran cantidad de heridos. En 1946, fue invitada por el gobierno británico para asistir a los Juicios de Núremberg en un avión de la Royal Air Force con el fin de presenciar parte de los juicios a los criminales de guerra nazi, convirtiéndose en la única latinoamericana en estar presente ese día.

### Lawrence de Arabia

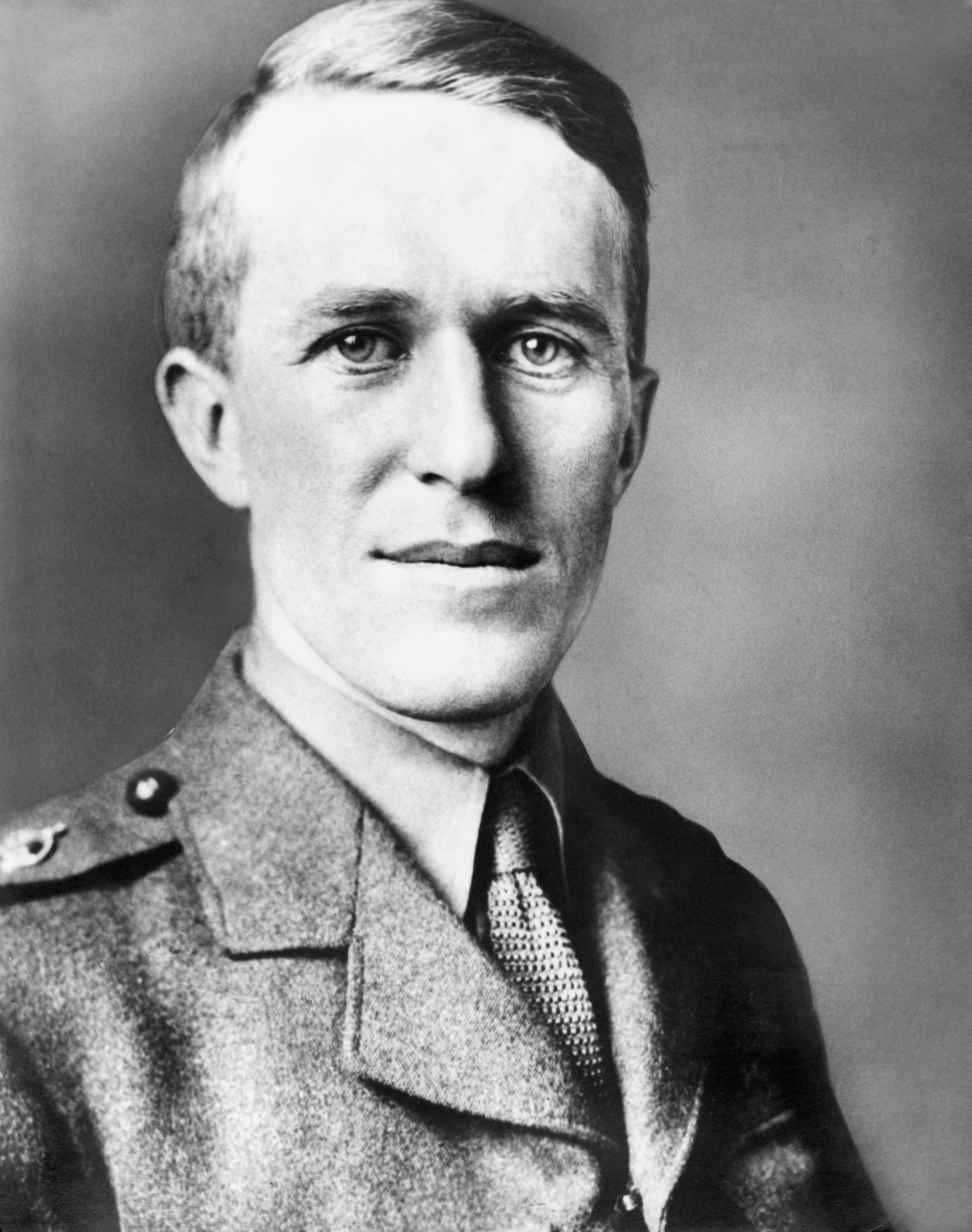
Lawrence de Arabia, en 1918.

Ocampo publicó dos libros sobre el militar y escritor británico Lawrence de Arabia: 338171 T.E. (1942), un ensayo traducido al francés y al inglés, y Lawrence de Arabia y otros ensayos (1951), publicado por la editorial madrileña Aguilar. En seis de sus diez Testimonios, habló sobre él reiteradas veces. Según Ocampo, los hombres que más la impresionaron a lo largo de su vida fueron Lawrence y Gandhi:

Incrédulo uno, el otro creyente... Ambos convencidos de que solo la energía espiritual obra milagros. Ambos fieles durante su vida y hasta la muerte a ese ideal, dijo.

El desprecio por el dinero, el renunciamiento de Lawrence a su grado militar y su libro Los siete pilares de la sabiduría, entre otras particularidades, llamaron la atención de Ocampo, que viajó a Estados Unidos en 1943 y obtuvo una copia depositada en la Biblioteca del Congreso de Washington de su manuscrito The Mint, donde Lawrence narró sus experiencias como soldado raso en el cuerpo de aviación y tanques. La escritora dijo que 

la emoción de ese encuentro, con que había soñado,... me paralizaba a tal punto que pasó algún tiempo antes de que abriera el volumen.

Ocampo tradujo ocho capítulos de The Mint en 1951 en colaboración con Enrique Pezzoni y Ricardo Baeza. Debido a que Lawrence murió prematuramente a causa de un accidente inesperado en 1935, no tuvo ocasión de conocerlo personalmente pero en 1946, visitó por primera vez al hermano y la madre de Lawrence, lo que le permitió entrar en contacto con detalles íntimos de su entorno familiar y vida personal, como el dato curioso de que el apellido que utilizaba era ficticio.

### Peronismo y arresto
Cuando el presidente Perón anunció el 26 de julio de 1946 que aprobaría la ley de sufragio femenino, Victoria Ocampo se indignó al pensar que obtendría un derecho a través de un gobierno "antidemocrático".
En 1951, una cruz fue pintada en la entrada de su residencia Villa Ocampo, lo que la señalaba como "oligarca disidente" del peronismo. 
Temiendo que allanasen sus propiedades y destruyeran sus papeles y correspondencia, despachó todo el material en una serie de valijas que envió a sus hermanas, amigos y demás familiares cercanos. Las cartas dirigidas a personas fuera de la Argentina las entregaba en mano a allegados que viajaban circunstancialmente en ese momento.

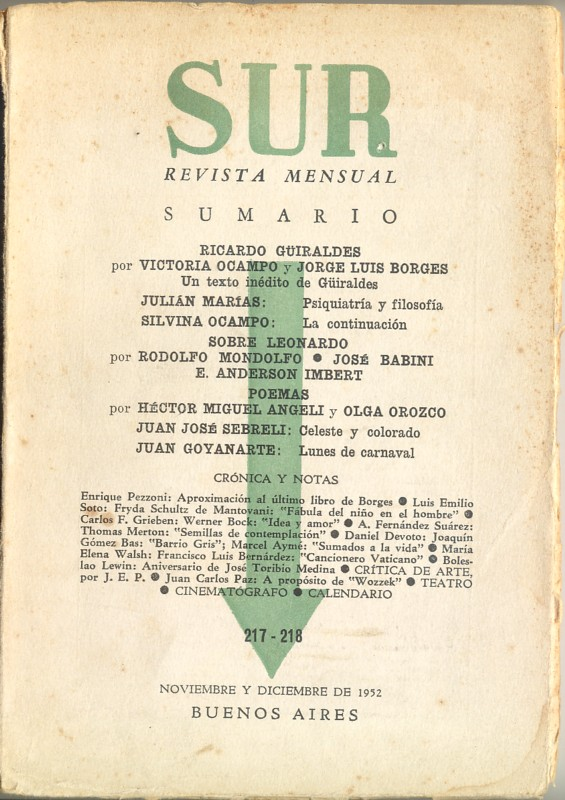
Ejemplar de la revista Sur n.º 217/18 de 1952.

El 8 de mayo de 1953, menos de un mes después de que estallaran dos bombas en Plaza de Mayo durante un acto de la CGT, Ocampo fue arrestada y allanada durante una estadía en Mar del Plata por cinco oficiales de policía y un comisario, y posteriormente remitida a Buenos Aires. Fue interrogada largamente en el Departamento de Policía y permaneció dos días sin ingerir alimentos hasta que fue trasladada como presa política a la cárcel femenina de El Buen Pastor en San Telmo. Ahí convivió con prostitutas y demás criminales femeninas recluidas, procesadas o condenadas por delitos comunes. Ocampo, en referencia a ese episodio, comentó que «en la cárcel uno tenía la sensación de que tocaba fondo, vivía en la realidad». Dos días después de su arresto, su amiga Susana Larguía, compañera fundadora de la UMA, fue encarcelada y con anterioridad, Norah Borges y su madre, Leonor Acevedo, de entonces 77 años, habían sido arrestadas acusadas de escándalo en la vía pública.
La noticia de su arresto llegó al extranjero y Aldous Huxley en conjunto con Waldo Frank encabezaron el Comité Internacional para la Liberación de los Intelectuales Argentinos, mientras que The New York Times publicó una nota de protesta exigiendo la libertad no solo de Ocampo sino también de muchos autores como Francisco Romero, Adolfo Lanús y Roberto Giusti. El primer ministro de la India Jawaharlal Nehru insistió en la liberación de la escritora y Gabriela Mistral le envió un telegrama a Perón el 27 de mayo con el mismo fin. Finalmente, Ocampo fue liberada en la noche del 2 de junio luego de 26 días de arresto. Desde su salida hasta el derrocamiento de Perón en 1955, fue vigilada estrictamente y padeció limitaciones de diversa índole; de hecho, cuando Stravinsky le pidió en dos ocasiones que fuera recitante de nuevo en Perséphone en Italia y Estados Unidos, la policía no le otorgó el certificado de buena conducta para renovar su pasaporte.
Sus problemas económicos paralelamente fueron en aumento debido principalmente a dos causales. La primera de ellas fue la sanción de la ley de alquileres promulgada por Perón que tuvo como consecuencia que los inmuebles que Ocampo alquilaba dejaron de dar renta y fueron malvendidos en varias ocasiones. En segundo lugar, debido a las grandes inversiones que Victoria realizaba en Sur. El asunto quedó registrado en una carta que Ocampo le envió a Gabriela Mistral luego de que esta declinara una invitación que le realizó en 1956 para que la visitara. Ahí, le confirmó la pérdida neta de 85 000 pesos argentinos en el 25.º aniversario de su revista.

### Vida posterior

#### Reconocimiento y renuncia de Bianco
En 1958, fue designada presidenta del Fondo Nacional de las Artes y en 1962, Francia la nombró Comendadora de la Orden de las Artes y las Letras, en una ceremonia donde pronunció: «... Una vez más he saboreado material y espiritualmente a París... Lo que los franceses me dan lo acepto como un certificado de amor a Francia... A mi amor se dirige, y es mi amor, no yo, quien se siente digno de él».

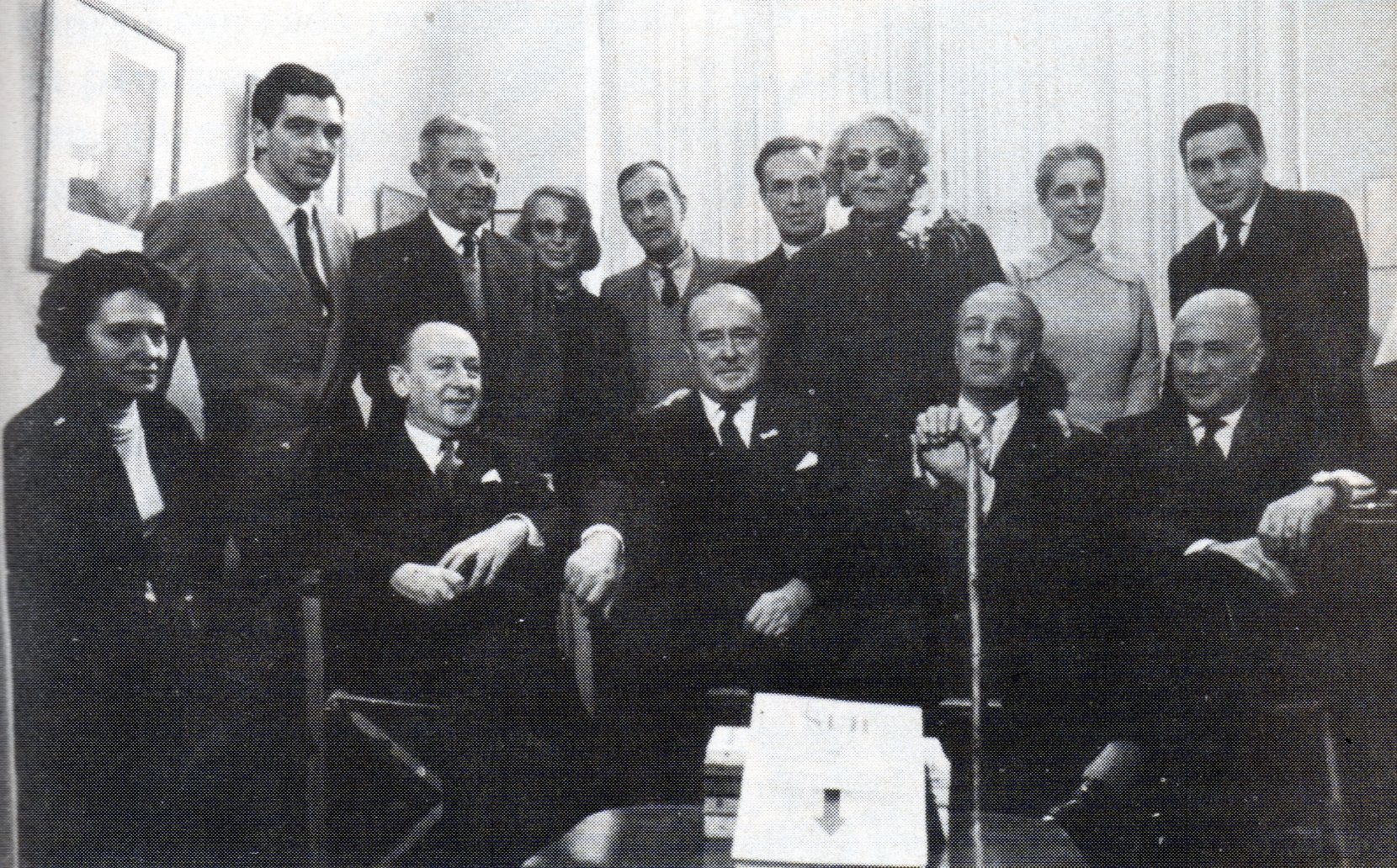
El equipo de redacción de Sur en 1961: Ocampo, en el centro, entre Adolfo Bioy Casares, Alicia Jurado y Borges.

Al mismo tiempo, José Bianco renunció a su puesto después de una severa discusión con Ocampo originada por su viaje a Cuba en 1961, dos años después de la Revolución Cubana. Bianco rehusó a declarar que no realizó ese viaje como representante oficial de Sur sino de forma privada e invitado por la Casa de las Américas. Ambos se reconciliaron poco después y en una entrevista a Primera Plana, Bianco declaró que Sur era una revista 

apolítica y ampliamente abierta.

Según Ocampo,

las visiones políticas se agudizaron de manera alarmante. Sur llegó a sufrir el descuartizamiento de Ravaillac, sin merecerlo. Tal vez algunos se figuren que lo mereció... Amigos muy queridos pidieron, por razones extraliterarias, que borráramos su nombre del comité de colaboración. El primero fue Drieu La Rochelle, el segundo Ortega y Gasset... lo mismo Sabato, que luego pidió que lo reintegráramos.

A comienzos de los años de 1950, Pablo Neruda había acusado a Sur de publicar obras de «espías internacionales y colonialistas». Ocampo respondió a la crítica con una nota breve de tono humorístico y, por su parte, Neruda le dedicó un poema titulado Ahora canta el Danubio donde la apodó «Madame Charmante». Diez años después, Neruda se convirtió en un ferviente admirador de Ocampo a tal punto que la elogió en una reunión del PEN Club en Nueva York y publicó un poema de Oliverio Girondo en Sur.

En 1962, colaboradores, amigos y admiradores de Ocampo le rindieron un homenaje. Las cien colaboraciones reunidas fueron adjuntadas bajo un volumen titulado Testimonios sobre Victoria Ocampo, con comentarios de Jawaharlal Nehru, Leonard Woolf, Graham Greene, Jacques Maritain, Le Corbusier, Marguerite Yourcenar y T.S. Eliot. En 1964, la revista rindió homenaje a Ezequiel Martínez Estrada con motivo de su muerte. Ocampo había tenido un último gesto de generosidad para con él al contratar un médico reconocido para tratar su rara enfermedad dermatológica y sustentar los gastos médicos en colaboración con Héctor A. Murena.
A lo largo de la década de 1960, los reconocimientos hacia Ocampo fueron en aumento. En 1965, al recibir el premio María Moors Cabot, recalcó «la lucha contra la invasión de elementos políticos que en este momento intervienen en todo y premian la entrega de las conciencias así como castigan toda actitud independiente». En el mismo año, fue condecorada junto con Borges con la Orden de Comendador del Imperio Británico por la reina Isabel II. Además, recibió el premio Vaccaro, fue declarada miembro de la Academia de Roma en 1966, se le otorgó el doctorado honoris causa de la Universidad de Harvard en 1967 y el Instituto Popular de Conferencias le entregó el premio Alberdi-Sarmiento. En 1968, recibió en Villa Ocampo a la primera ministra Indira Gandhi, que luego le entregaría el doctorado honoris causa de la Universidad de Visva Barathi.
En uno de sus viajes a Estados Unidos a lo largo de la década de 1960, Ocampo fue testigo del gran apagón de doce horas en el noreste estadounidense de 1965. La experiencia quedó registrada en el relato Manhattan a vela del séptimo tomo de sus Testimonios, dedicado a su hermana «Pancha» que murió repentinamente en octubre de 1967, unos meses antes que su otra hermana Rosa.

#### Enfermedad
En 1963, durante un viaje a París, comenzó a padecer fuertes dolores en su boca y al año siguiente, diagnosticada con cáncer bucal, debió ser intervenida quirúrgicamente en el Instituto del Diagnóstico. A partir de ese momento, debió utilizar una prótesis que le permitía comer, beber y hablar. Se mantuvo estable hasta que años después, en un viaje a Estados Unidos, sufrió una recaída y debió someterse a una operación y tratamiento nuevos. En marzo de 1968, se fracturó una pierna y debió guardar reposo en su residencia de Mar del Plata.

#### Últimos años
En 1970, tras años de posposición, le dedicó tres números de Sur a la mujer —326, 327 y 328— reunidos en un volumen que se publicó en 1971, con comentarios de Indira Gandhi, Golda Meir, Alicia Moreau de Justo, Ernesto Sabato, Roberto Arlt, entre otros. Además se incluía una encuesta anónima destinada a indagar qué pensaba la mujer de su papel en el mundo y otra realizada a mujeres relevantes de la Argentina, en lo que se refería a las leyes que deben regir el control de la natalidad y el aborto. Doris Meyer declaró que

por su espíritu de orientación este número especial de Sur se anticipó en cuatro años a los objetivos del Año Internacional de la Mujer... transmitía un mensaje de solidaridad.

En noviembre de 1970, un artículo publicado en el diario La Nación informó el cese de la publicación de la revista Sur. Sin embargo, diez meses después apareció el ejemplar número 326-328 en el cual se anunciaba como revista bianual, pero se trató de la última edición activa realizada en vida de la escritora, ya que los demás números se dedicaron a reeditar antologías de trabajos ya publicados.

En 1973, las hermanas Ocampo se precipitaron a donar sus residencias de Villa Ocampo y Villa Victoria a la UNESCO ante la nueva llegada del peronismo al poder, los graves problemas económicos y la clara intención —en especial de Victoria— de que ambas propiedades fueran conservadas

para ser utilizadas, con un sentido vivo y creador, en la producción, investigación, experimentación y desarrollo de las actividades culturales, literarias, artísticas y de comunicación social tendientes a mejorar la calidad de la vida humana, la cooperación internacional y la paz entre los pueblos.

Desde ese entonces, la UNESCO se hizo cargo del mantenimiento de las viviendas y las hermanas Ocampo lograron un acuerdo que les permitió residir en ellas hasta su muerte. En el mismo año, Ocampo renunció al Fondo Nacional de las Artes, alegando:

Por desgracia, en arte popularidad no es invariablemente sinónimo de calidad. Y sin calidad no hay arte... En cuanto a mí, lo poco que he agregado a la labor de ustedes ha sido inspirado por el deseo de servir a mi país.

En 1975, fue invitada como huésped de honor al congreso llevado a cabo con motivo del Año Internacional de la Mujer pero decidió no asistir debido a las tendencias marxistas de la celebración y en cambio, envió un mensaje por medio de Fryda Schulz de Mantovani. En junio de 1977 se convirtió en la primera mujer en ser elegida miembro de la Academia Argentina de Letras por votación de sus pares. Desde noviembre a diciembre de ese año, se llevaron a cabo en Villa Ocampo las Jornadas del Diálogo de las Culturas, cuyo material fue reunido en la edición 342 de la revista Sur. Si bien asistió a todas las jornadas, su salud había desmejorado considerablemente. Según sus allegados, se negaba a ingerir los calmantes para mitigar el dolor ya que la obnubilaban. Sin embargo, continuó recibiendo escasas visitas como las del sacerdote Eugenio Guasta. A pesar de su delicado estado de salud, logró publicar en 1978 una traducción de Oda jubilar, de Paul Claudel.

### Fallecimiento

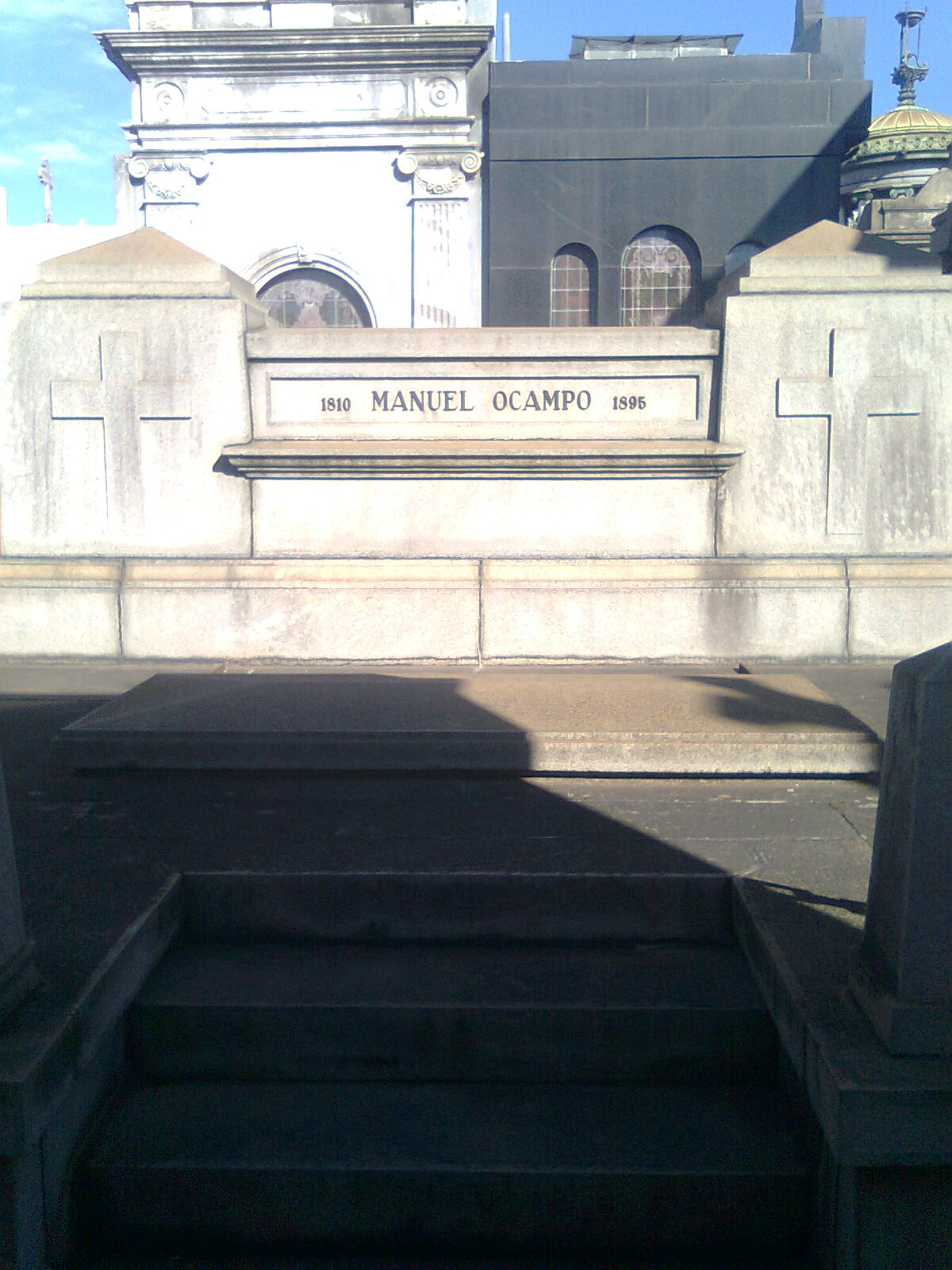
Tumba de la familia Ocampo en el Cementerio de la Recoleta, donde reposan los restos de Victoria.

Victoria Ocampo pasó sus últimos meses postrada sobre su cama y transcurrió Navidad y Año Nuevo prácticamente sola. Su sobrina, Dolores Bengolea, relató que 

yo la vi una semana antes de morir... tenía unida la boca con la nariz, estaba horriblemente dolorida, sufría mucho... Victoria no hablaba, tenía una pizarrita donde escribía.

El 24 de enero de 1979 su salud se agravó. Según Miné Cura,

esa mañana había venido un médico para darle una inyección; imagino que sería una especie de quimioterapia. Ella no quería; al fin, cuando aceptó, le dijo al médico que lo hacía bajo su exclusiva responsabilidad. Pero no la pudo soportar.

En la madrugada del 27 de enero, ingresó en coma y falleció a las 9 UTC-3 a la edad de 88 años.

### Sepultura
Los restos de Victoria Ocampo fueron sepultados al día siguiente de su fallecimiento en la cripta familiar del cementerio de la Recoleta. Durante el funeral, Ángel Battistessa, presidente de la Academia Argentina de Letras, pronunció un discurso: 

A veces basta la desaparición de una persona para que toda una generación quede disminuida».

Por su parte, Borges publicó una nota en la que aclaró: 

En un país y en una época en que las mujeres eran genéricas, ella tuvo el valor de ser un individuo. Estoy agradecido personalmente por todo lo que hizo por mí, pero sobre todo, estoy agradecido como argentino por todo lo que hizo por la Argentina.

### Destino de su correspondencia y papeles íntimos
Victoria Ocampo dispuso que después de su muerte, a modo de autocensura y de respeto por sus más íntimos pensamientos, se cumpliera su deseo expreso de quemar determinados manuscritos, cartas y carpetas, entre ellos los relativos a su salud. Su amiga y administradora en sus últimos años de vida, Matilde Díaz Vélez, y la prima de la escritora, Josefina Dorado, junto con el personal de Villa Ocampo, se encargaron de cumplir con la petición. Matilde Díaz Vélez escribió a Angélica Ocampo: 

Te agradezco la confianza que depositas en mí y que me honra, así como me sentía orgullosa de la incondicional confianza que me demostraba Victoria, a la cual traté siempre de responder con mi leal saber y entender, alentada por el gran cariño y la enorme admiración que sentía por Victoria.

### Publicación de su autobiografía
Entre 1979 y 1984, de acuerdo a lo pedido por Victoria Ocampo, se publicó su autobiografía —dividida en seis tomos—, la cual había comenzado a escribir en 1952.

Su hermana Angélica le sobrevivió apenas un año y falleció el 21 de enero de 1980.

## Personalidad, carácter y espiritualidad
Juan José Sebreli manifestó que 

Victoria Ocampo era una oligarca, pero no todas las oligarcas fueron como ella. En tiempos en que las mujeres tejían, bordaban, iban a misa con los ojos mirando al suelo, Victoria quería ser actriz, escribía obras de teatro, se bañaba en las playas de Mar del Plata, montaba a caballo, bailaba tangos, fumaba, manejaba autos y, por supuesto, se declaraba atea.

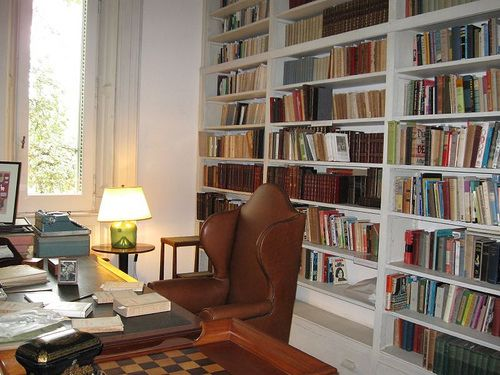
Escritorio de Victoria Ocampo en su residencia de San Isidro.

A pesar de sus diferencias ideológicas, el político Arturo Jauretche le reconoció varios méritos y valores y, por sobre todas las cosas, su sentido del humor. La fotógrafa Sara Facio coincidió en ese punto y manifestó que

era muy graciosa y muy suelta para hablar. Físicamente imponente —medía 1,72 m—, alta, grande. Muy libre para vestirse, usaba trajes sueltos, le gustaba ser natural e independiente.

En la década de 1960, sus exóticos anteojos —padecía miopía— de cristales verde oscuro con armazón de color marfil, fabricados en la década de 1940 por la óptica neoyorquina Lugene, se convirtieron en un distintivo de su estilo personal.
Ocampo era conocida por sus ocurrencias y su irascibilidad. Su biógrafa María Esther Vázquez relató que en una ocasión

Borges veraneaba en lo de los Bioy en Mar del Plata; yo también pasaba allí unos días. La casa es vecina de la de Victoria, quien acababa de volver de Londres entusiasmadísima con los Beatles. Tal era su fervor por el conjunto que se trajo el primer disco, que acababan de grabar, y una peluca idéntica a la cabeza de John Lennon. Nos había invitado a comer a Borges, a Adolfito [Bioy Casares], a Silvina y a mí junto con otras personas, sólo para hacernos escuchar después el disco... el entusiasmo de Victoria la llevó a pedirle a Borges que se probara la peluca; él se negó con pasión. Después de un tira y afloja en que las voces de ambos se elevaron varios decibeles por encima de lo normal, ella, muy enojada, le dijo: "Usted, che, con lo empacado que es, nunca va a llegar a nada".

Muchos allegados y autores coinciden en su tendencia a la irascibilidad y autoritarismo, sobre todo para con Borges. En otra oportunidad, durante una estadía en Mar del Plata, el hijo de su mucamo —por quien Ocampo sentía gran aprecio— casi arriesgó su vida por salvar a una persona en el mar. Cuando la escritora se percató que casi muere, se enfureció, lo increpó y acabó abrazándolo, mientras lo seguía llamando «estúpido».
Fue una gran humanista y mecenas.

Ayudó a mucha gente. Recogió a chicos huérfanos y les dio educación. En la Segunda Guerra Mundial mandó tres toneladas de alimentos y ropa a la Europa ocupada, sobre todo a Francia. Fue una mujer muy sensible y generosa en el ámbito de la cultura. Borges, que no le tenía gran simpatía, dijo que ella educó a su país y a su continente.
María Esther Vázquez, 2002

Admiradora de Mahatma Gandhi y Lawrence de Arabia, sus preferecias musicales incluían a Frédéric Chopin, Gabriel Fauré y Claude Debussy. Ocampo se quejó en múltiples oportunidades de su incapacidad para la creatividad, 

ese don que no quiso darme el cielo; habría deseado escribir novelas. Pero ése no era mi sino.

Inclusive surgieron rumores sobre celos hacia su hermana Silvina por su éxito literario. 
Señaló Magdalena Ruiz Guiñazú que 

La gente decía que Victoria tenía celos de la capacidad literaria y poética de su hermana menor, pero es ella quien publica el primer libro de Silvina en la editorial Sur. Le escribe un prólogo maravilloso pero muy duro... De hecho, en ese prólogo señala la distancia tremenda que hay entre ellas.

Su relación con la Iglesia fue declinando luego de su Primera Comunión y en los comienzos de su adolescencia. En una carta a Delfina Bounge en 1909, le escribió: “Si existe Dios, ¿por qué es tan cruel?” Admitió sentirse “vacía” y luego manifestó: 

No se me había ocurrido pensar que aquel Dios de mi niñez, único testigo y confidente de mis amores y mis miedos, no tenía por qué proporcionarme seres perfectos y maravillosos, puesto que yo no era lo uno ni lo otro.

Descreía del “Dios vengador, exigente, mezquino, implacable, limitado que habían tratado de imponerme” y se sintió atraída por el Dios “comprensivo y tolerante” del que hablaban Tagore y Gandhi.
Hacia 1929, redactó que necesitaba creer en Dios para agradecer la existencia de Keyserling y, para el final de su vida, solía mantener largas charlas con monseñor Eugenio Guasta.

## Teatro y filmografía
En 1986, se estrenó la obra teatral Eva y Victoria, bajo la dirección de Mónica Ottino, donde se recreó un encuentro imaginario de Victoria Ocampo con su antagonista, Eva Perón, con la protagonización de China Zorrilla y Soledad Silveyra.
En 1989, se filmó Cuatro caras para Victoria, un ensayo biográfico dirigido por Oscar Barney Finn y encabezado por Carola Reyna, Julia Von Grolman, Nacha Guevara y China Zorrilla.
Fue la primera mujer en obtener un registro de conducir en Argentina, la única latinoamericana en asistir a los Juicios de Núremberg, la primera mujer en ser elegida miembro de la Academia Argentina de Letras y una de las principales figuras en la lucha por las causas de la mujer al impedir la reforma de la ley 11 357. Como directora de Sur, difundió a los más importantes escritores del mundo y promovió a talentos locales, como los casos de Borges o Julio Cortázar, a quienes dio a conocer entre los lectores de habla hispana. La premio Nobel de Literatura Gabriela Mistral le aseguró a Ocampo que había «cambiado la dirección de lectura de varios países en Sudamérica».
Un retrato suyo preside el Salón Mujeres Argentinas en la Casa Rosada, inaugurado en 2009 por la presidenta Cristina Fernández de Kirchner, junto a otras figuras femeninas de la historia argentina como Juana Azurduy, Eva Perón, Lola Mora, Cecilia Grierson y Mariquita Sánchez de Thompson.

## Residencias

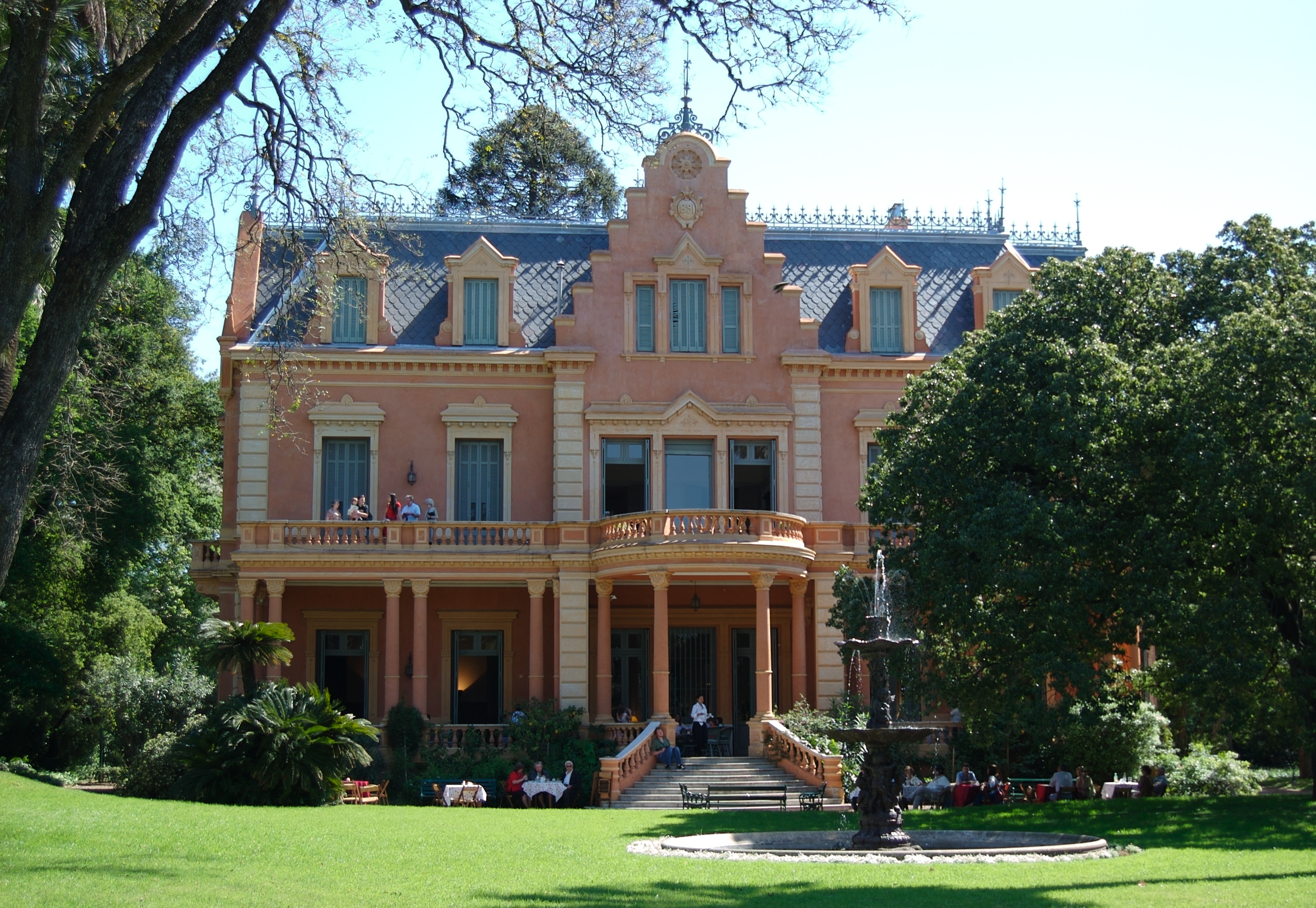
Villa Ocampo, la residencia donde vivió 38 años.

Villa Ocampo, la propiedad más reconocida de Victoria, fue inaugurada en 1891 en la ciudad de Béccar. El arquitecto fue su padre Manuel Ocampo y la familia solía frecuentar la casona, entonces perteneciente a su tía Francisca, solamente durante el verano. De estilo franco-victoriano, se encuentra rodeada por un amplio parque con diversas especies de árboles y una pronunciada barranca al Río de la Plata. A la muerte de su padre, sus hijas recibieron la casa como herencia pero continuó siendo utilizada como residencia de veraneo por once años más hasta 1941, cuando la autora se trasladó definitivamente ahí. Villa Ocampo fue remodelada por la escritora de forma tal que intercaló la vieja decoración con detalles modernos. La casona se convirtió en un sitio de recepción para los intelectuales de todo el mundo que llegaban a la Argentina o invitados de la propia Ocampo, como Albert Camus o Graham Greene. Roger Caillois permaneció como huésped durante cinco años y entre otras personalidades, fueron recibidos el escritor estadounidense Waldo Frank, María de Maetzú, Federico de Onís y Denis de Rougemont.
La propiedad, actualmente perteneciente a la UNESCO, fue declarada Monumento Histórico Nacional en 1997 y funciona como casa-museo, donde se llevan a cabo diversas actividades culturales como visitas guiadas, exposiciones, muestras de arte, obras teatrales y en algunas ocasiones, conciertos organizados por la Asociación Amigos de Villa Ocampo. Entre las múltiples habitaciones, existen una biblioteca con unos 12 000 volúmenes —5000 en francés, 3500 en inglés y 3000 en castellano—, 200 fotografías —varias de ellas con dedicatoria—, retratos, esculturas, muebles antiguos y tapices. En 2003, la vivienda sufrió un incendio producto de la explosión de una garrafa y aproximadamente un mes después, fue víctima de un asalto. A pesar de la pérdida de varios libros que resultaron dañados, logró ser restaurada aunque la seguidilla de accidentes provocó un enfrentamiento entre la Fundación Victoria Ocampo, la Asociación de Amigos y la UNESCO.

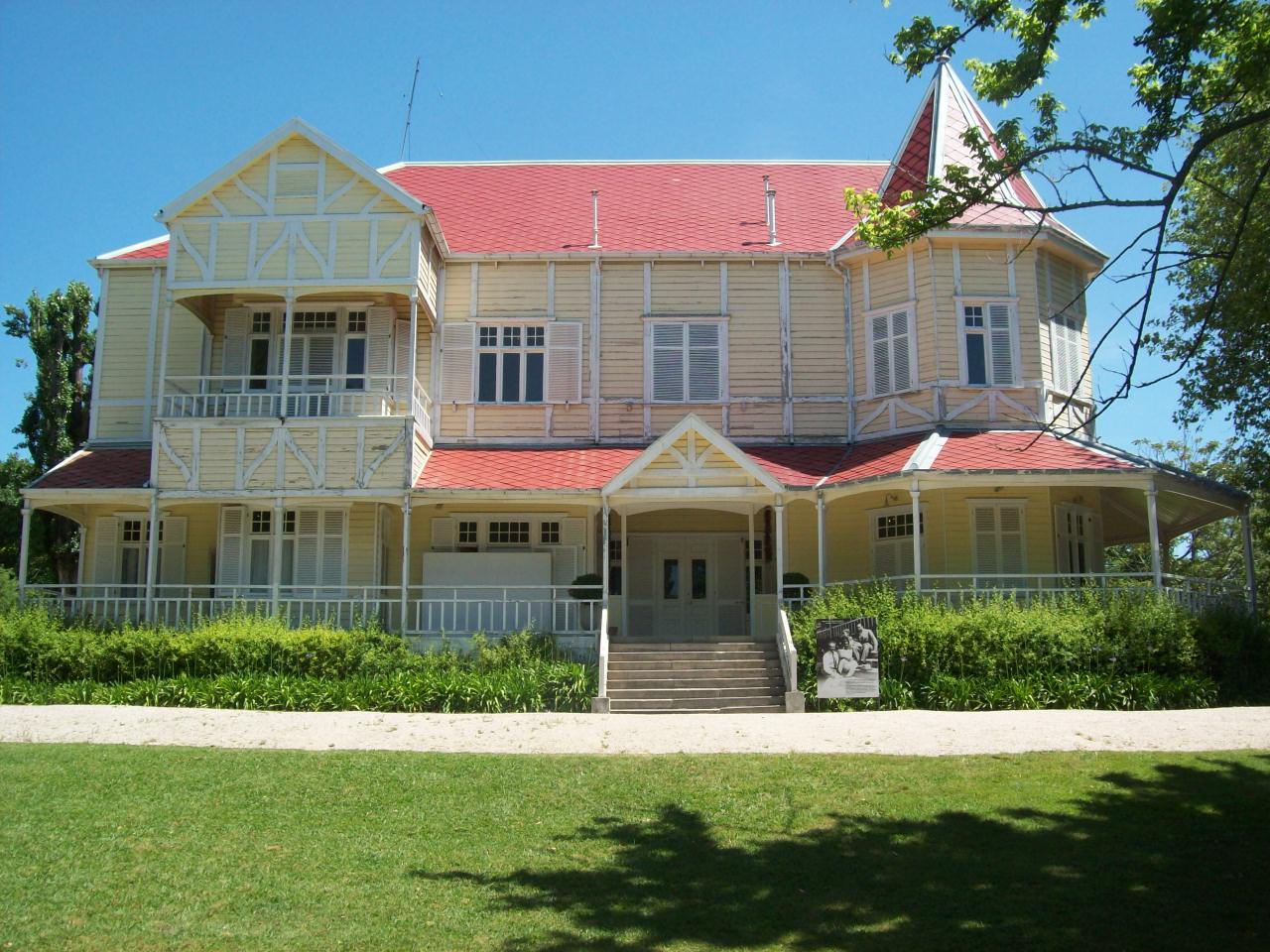
Villa Victoria, su casa de Mar del Plata.

 A partir de 1912, la familia Ocampo, contó con una segunda casa de veraneo Villa Victoria, localizada en Mar del Plata en un terreno que también era propiedad de Francisca Ocampo de Ocampo, tía del ingeniero Ocampo y madrina de Victoria. La casa fue adquirida en Inglaterra a la firma Boulton & Paul Ldt. y transportada en barco a Mar del Plata, donde fue armada totalmente sobre una estructura de hierro y decorada en un estilo eduardiano. Se trataba de un edificio de madera (bungaló), que solía usarse en las colonias británicas. El conjunto se completaba con la vivienda de los encargados en estilo francés, y una tercera construcción, en estilo italiano, destinada al personal de servicio, con garaje doble, todo construido por el ingeniero Ocampo en 1913. Originariamente, el parque tenía dos hectáreas, pero la apertura de una calle que atraviesa el terreno obligó a reducirlo a una sola.
Villa Victoria fue declarada de interés patrimonial por la ordenanza n.º 10075/95 del Concejo Deliberante del Partido de General Pueyrredón. En la actualidad, se ofrecen diversas exposiciones temporarias, eventos culturales, conferencias y disertaciones.
La tercera de sus propiedades, situada en la calle Rufino de Elizalde 2831 en el barrio porteño de Palermo Chico, es una casa de dos pisos que Ocampo mandó a edificar al arquitecto Alejandro Bustillo en 1928 y se caracteriza por ser una de las primeras construcciones modernistas en Argentina. Novedosa por su estructura cúbica totalmente blanca, causó polémica al momento de ser construida y es uno de los patrimonios más relevantes de Ocampo. Al momento de mudarse a San Isidro, vendió la propiedad a Josefina Díaz Vélez de Madariaga, prima de su amiga Matilde Díaz Vélez, que llevó a cabo algunas reformas dentro de la misma. Finalmente, en 1986 fue adquirida por el publicista Nono Pugliese y la modelo Claudia Sánchez, que le devolvieron a la casa su estilo original. Actualmente funciona como sede del Fondo Nacional de las Artes y continúa siendo uno de los mayores ejemplos de arquitectura moderna de Buenos Aires.

### Los jardines
Victoria Ocampo tuvo una estrecha relación con los jardines, los cuales desempeñaron un papel fundamental en su vida y obra. Desde muy joven desarrolló un profundo interés por la naturaleza y la belleza de los espacios verdes. Consideraba los jardines como lugares de inspiración, contemplación y conexión con la naturaleza.
A lo largo de su vida tuvo la oportunidad de residir en diferentes lugares que contaban con hermosos jardines, como la famosa Villa Ocampo en San Isidro, provincia de Buenos Aires, lugar emblemático en su vida; y Villa Victoria, en Mar del Plata. Ella misma participó activamente en la planificación y ornamentación de los jardines, cuidando personalmente de las plantas y flores.
Para Victoria eran espacios de encuentro con artistas, escritores y pensadores, donde se celebraban tertulias y se promovían discusiones intelectuales. Además, fueron un tema recurrente en su escritura, apareciendo en sus ensayos, relatos y correspondencia. Los veía como una metáfora de la vida, la belleza efímera y la necesidad de cuidar y preservar la naturaleza. Su pasión por ellos la llevó a explorar diferentes estilos y técnicas de jardinería, así como a desarrollar una sensibilidad especial hacia la armonía entre el diseño paisajístico y la arquitectura. A través de su compromiso con la preservación y el embellecimiento de los jardines, dejó un legado duradero, que perdura en la memoria de aquellos que visitan los que ella amaba y cuidaba con tanto esmero.

## Obra literaria
A lo largo de su obra literaria, Victoria Ocampo priorizó la dimensión biográfica sobre la estética de la narración. Sin embargo, muchos autores coinciden en que no adopta formalmente ninguno de los dos métodos. La relación entre el escritor, la literatura y la vida es el tópico fundamental de sus libros basados en la experiencia y la subjetividad, sobre todo al hacer referencia a sus viajes. Los tomos de sus testimonios y autobiografía comienzan habitualmente con una descripción de la época, continúan con la biografía del escritor para luego acabar en comentarios con respecto a su obra.
Ocampo, a diferencia de otros de sus contemporáneos, le otorgó particular importancia al destino por sobre el carácter humano. De acuerdo a su ideología filosófica, la idea de destino connota fatalidad en el sentido del cumplimiento de una ley inexorable que rige el curso de la vida. Al respecto, manifestó:

Cada ser lleva dentro de sí la misma escena, el mismo drama desde que nace a la conciencia y por todo el resto de su vida; y representa su escena, su drama, cualesquiera que sean los acontecimientos o los personajes que le salgan al paso hasta dar con su acontecimiento, su personaje.

Su obra autobiográfica revela rezagos de una vida signada por las exigencias sociales para con las mujeres y nunca fue apreciada por la crítica académica ni por escritores de izquierda. Héctor Bianciotti, admirador de la escritora, señaló que 

era una periodista extraordinaria, pero no se puede decir que supiera escribir.

En una epístola de 1907 —tenía entonces 17 años— publicada en el tomo IV de su autobiografía, le escribió a Carlos Reyles: 

Más que nunca he tenido la impresión de vivir lo que leo.

Su compromiso con sus lecturas la llevó a desarrollar una producción memorialista en la que narró una serie de pasiones y desilusiones influenciadas por su relación con la literatura.
Durante su vida, Ocampo alimentó la desvalorización de su obra en su propia escritura tanto ensayística como autobiográfica. En una carta de 1929 al conde Keyserling —que, al igual que Ocampo, realizaba comparaciones entre pueblos, culturas y filosofías en sus obras—, hizo referencia a su “complejo de inferioridad” y le espetó: 

Y sobre todo, sobre todo, no olvide que me expreso con dificultad; que en ese sentido soy lo contrario de lo que es usted.

La artista Amalia Pereira, por su parte, sostiene que Ocampo buscaba llenar su vida a través de metáforas de lenguaje, como la traducción o la interpretación, para disimular la dificultad que tenía para escribir en su propio idioma.
En sus relatos, las dificultades que suponen configurar una expresión propia de las mujeres fueron utilizadas para mencionar la falta de una educación formal, libertades y tradición literaria femenina en la cual sustentar una escritura. En particular, le pareció decisiva la carencia de referentes dentro de la literatura y debido a ello, sus textos ponen en evidencia el deseo de establecer diálogos y alianzas con distintos sujetos. En sus libros cita en muchas ocasiones a relevantes escritoras como Jane Austen, Elizabeth Barrett Browning, George Eliot y las hermanas Brönte —en especial Emily—. Francisco Ayala la definió como una «escritora de circunstancias, espontánea y natural» mientras que Enrique Pezzoni en su libro El texto y sus voces señaló que 

... la veo incorporada a una serie de escritores que tradicionalmente se identifican con nuestro medio literario —y no sólo literario—.

### Testimonios
- Testimonios, 1.ª serie. Madrid: Revista de Occidente, 1935.
- Testimonios, 2.ª serie. Buenos Aires: Sur, 1941.
- Testimonios, 3.ª serie. Buenos Aires: Sudamericana, 1950.
- Testimonios, 4.ª serie. Buenos Aires: Sudamericana, 1950.
- Testimonios, 5.ª serie. Buenos Aires: Sur, 1954.
- Testimonios, 6.ª serie. Buenos Aires: Sur, 1962.
- Testimonios, 7.ª serie. Buenos Aires: Sur, 1967.
- Testimonios, 8.ª serie. Buenos Aires: Sur, 1971.
- Testimonios, 9.ª serie. Buenos Aires: Sur, 1975.
- Testimonios, 10.ª serie. Buenos Aires: Sur, 1998

### Autobiografía
- Autobiografía I: El archipiélago. Buenos Aires: Sur, 1979.
- Autobiografía II: El imperio insular. Buenos Aires: Sur, 1980.
- Autobiografía III: La rama de Salzburgo. Buenos Aires: Sur, 1981.
- Autobiografía IV: Viraje. Buenos Aires: Sur, 1982.
- Autobiografía V: Figuras simbólicas. Medida de Francia. Buenos Aires: Sur, 1983.
- Autobiografía VI: Sur y Cía. Buenos Aires: Sur, 1984.

### Traducciones
- Albert Camus: Calígula. Buenos Aires: Revista Sur, números 137-138, marzo-abril 1946.
- Colette y Anita Loos: Gigi. Buenos Aires: Sur, 1946.
- Dostoievsky-Camus: los poseídos. Buenos Aires: Losada, 1960.
- William Faulkner-Albert Camus: Réquiem para una reclusa. Buenos Aires: Sur, 1957.
- Graham Greene: el cuarto en que se vive. Buenos Aires: Sur, 1953.
- Graham Greene: el que pierde gana. Buenos Aires: Sur, 1957.
- Graham Greene: la casilla de las macetas. Buenos Aires: Sur, 1957.
- Graham Greene: el amante complaciente. Buenos Aires: Sur, 1959.
- Lanza del vasto: Vinoba (en colaboración con Enrique Pezón). Buenos Aires: Sur, 1955.
- T.E. Lawrence: El troquel. Buenos Aires: Sur, 1959.
- Dylan Thomas: Bajo el bosque de leche (en colaboración con Félix della Paolera). Buenos Aires: Sur, 1959.
- Graham Greene: Tallando una estatua. Revista Sur, junio de 1965.
- Jawaharlal Nehru: Antología. (selección y prólogo de V.O.). Sur, diciembre de 1966.
- Mahatma Gandhi: Mi vida es mi mensaje. Buenos Aires: Sur, 1970.
- Graham Greene: La vuelta de A.J.Raffles. Buenos Aires: Sur, 1976.
- Paul Claudel: Oda Jubilar. Buenos Aires: Sur, 1978.

### Otras obras
- De Francesca a Beatrice (con prólogo de Ortega y Gasset). Madrid: Revista de Occidente, 1924; Buenos Aires: Sur, 1963.
- La laguna de los nenúfares. Madrid: Revista de Occidente, 1926.
- Domingos en Hyde Park. Buenos Aires: Sur, 1936.
- San Isidro (con un poema de Silvina Ocampo y 68 fotografías de Gustav Thorlichen). Buenos Aires: Sur, 1941.
- Le Vert Paradis. Buenos Aires: Lettres Francaises, 1947.
- Lawrence d´Arabia (publicado en francés e inglés). París: Gallimard, 1947.
- El viajero y una de sus sombras (Keyserling en mis memorias). Buenos Aires: Sudamericana, 1951.
- Lawrence de Arabia y otros ensayos. Madrid: Aguilar, 1951.
- Virginia Woolf en su diario. Buenos Aires: Sur, 1954.
- Habla el algarrobo (Luz y sonido). Buenos Aires: Sur, 1959.
- Tagore en las barrancas de San Isidro. Buenos Aires: Sur, 1961.
- Juan Sebastián Bach, El hombre. Buenos Aires: Sur, 1964.
- La bella y sus enamorados. Buenos Aires: Sur, 1964.
- Diálogo con Borges. Buenos Aires: Sur, 1969.
- Diálogo con Mallea. Buenos Aires: Sur, 1969.
- Páginas dispersas de Victoria Ocampo. Números 356/357 de la revista Sur: enero-diciembre de 1985. Buenos Aires, mayo de 1987.